# Спасо-Прилуцкий монастырь
Спа́со-Прилу́цкий Димитриев монасты́рь — мужской монастырь Вологодской епархии Русской православной церкви, расположенный в городе Вологда. Основан в 1371 году в излучине реки Вологды учеником Сергия Радонежского святым Димитрием Прилуцким. Один из самых древних и больших монастырей Русского Севера. Был закрыт Советской властью в 1926 году, в 1930-е годы использовался как пересыльная тюрьма. В 1992 году полностью возвращён церкви, с тех пор — вновь действующий мужской монастырь. В 1993 году в составе села Прилуки вошёл в черту города.
Является комплексом памятников архитектуры XVI—XVIII веков, среди которых пятиглавый Спасский собор (1537—1542) и Успенская церковь, перенесённая из Александро-Куштского монастыря — древнейшая сохранившаяся деревянная шатровая церковь в России (1-я четверть XVI века). В монастыре покоятся мощи его основателя святого Димитрия Прилуцкого, из Спасского собора происходит шедевр русской иконописи — житийная икона Димитрия Прилуцкого работы Дионисия.

## История

### Основание
Монастырь основан в 1371 году Димитрием, игуменом Никольского монастыря в Переславле-Залесском, ближайшим последователем и духовным другом преподобного Сергия Радонежского. Димитрий принял монашеский постриг в Успенском Горицком монастыре, а вскоре, приняв сан священства, основал неподалёку Никольский монастырь «на Болоте» и стал его игуменом.
Согласно житию Димитрия, бежав от «славословия и восхваления», он покинул Переславль, взяв с собой своего ученика Пахомия. Димитрий и Пахомий двинулись на Север, в сторону «Холодного моря», и остановились недалеко от Вологды, близ селения Авнега у реки Ле́жи, где поставили церковь Воскресения. Однако местным жителям приход старца пришёлся не по нраву: «Если великий старец близ нас поселится, то овладеет и нами и сёлами нашими…», и Димитрий с Пахомием были вынуждены двинуться дальше. Достигнув Вологды, Димитрий «увидел город, украшенный многими церквями, лишь не было здесь церкви Всемилостивого Спаса нашего Иисуса Христа на Происхождение Честного Креста и не было общежительного монастыря у иноков земли той от Волги реки и до края моря». Димитрий и Пахомий выбрали место для постройки монастыря в излучине реки Вологды:

Тамошние христолюбивые жители — муж именитый именем Илья и его друг и сосед Исидор по прозвищу Выпряг — подарили ему по его просьбе столько земли, сколько потребовалось на устроение обители. Ради любви к нему и ради благословения пренебрегли они даже засеянным полем с уже взошедшими озимыми, позволив вытоптать ниву, чтобы поставить церковь Божию. На месте, которое благословил святой, был установлен крест, который и доныне хранится в монастыре.
— Житие преподобного Димитрия Прилуцкого, вологодского чудотворца.
Постройка монастыря нашла поддержку у Дмитрия Донского. Дмитрий Донской жертвовал средства на постройку монастыря, в то время как Димитрий Прилуцкий был крёстным отцом его детей.
Первый деревянный храм будущего монастыря был освящён в честь праздника Всемилостливого Спаса, Пресвятой Богородицы, на Происхождение Животворящего Древа Креста Господня, отмечаемого 1 (14) августа. Рядом были построены деревянные кельи для монахов.

Житие Димитрия Прилуцкого. Клейма иконы Дионисия, ок. 1503 г. ВГИАХМЗ
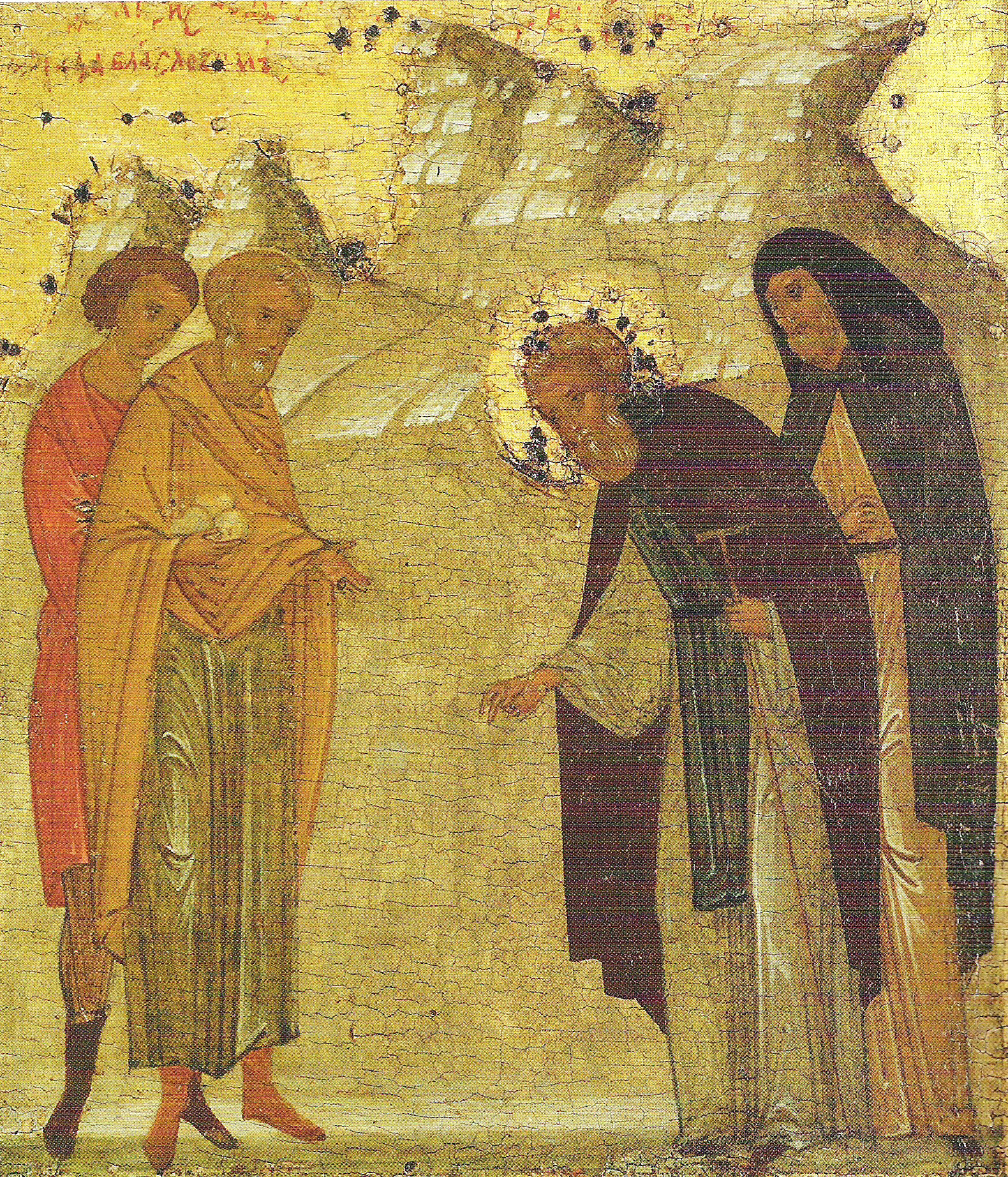
Димитрий и Пахомий приходят в Вологду и получают землю для монастыря от Ильи и Исидора. Клеймо 7
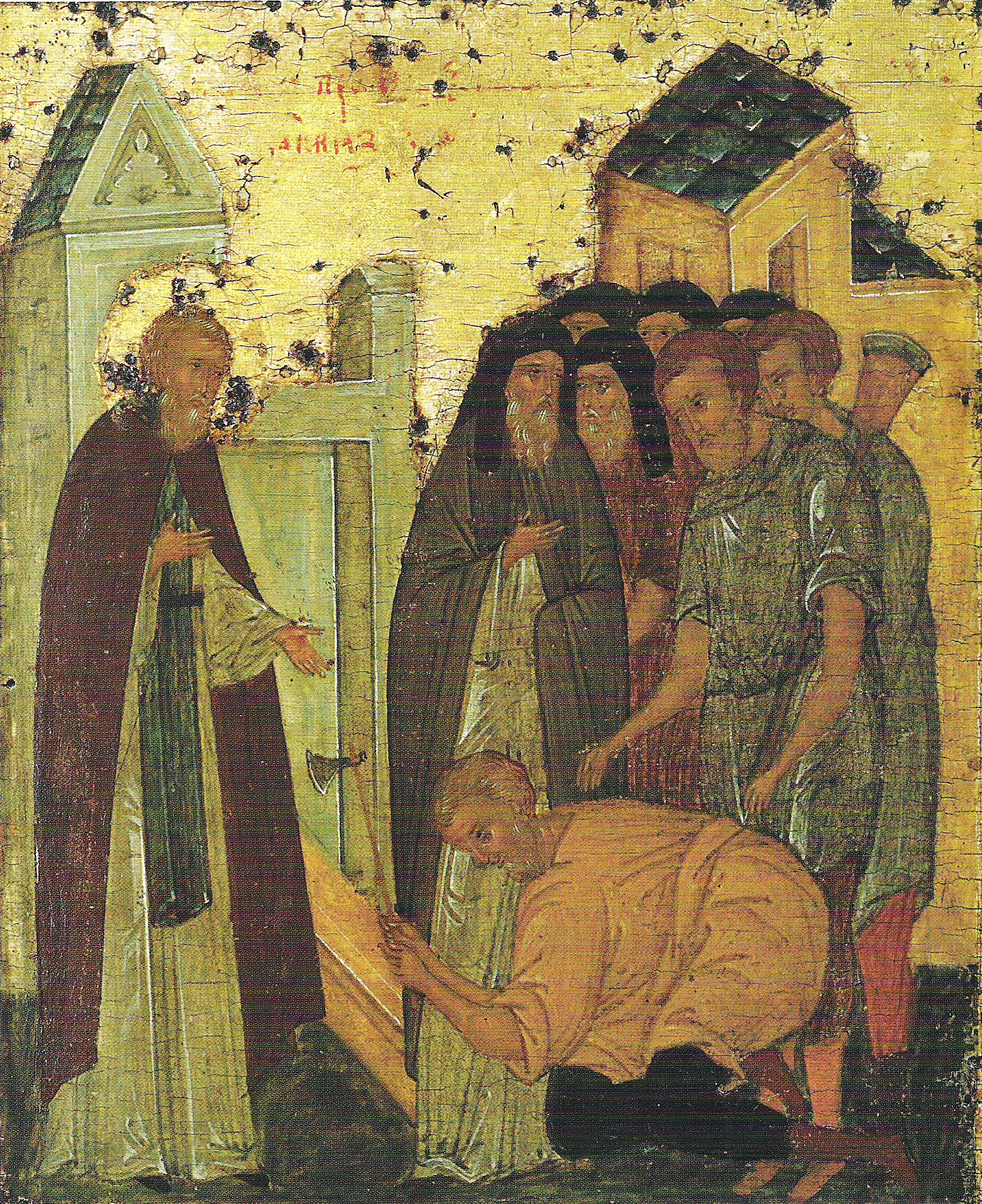
Димитрий во время постройки храма предсказывает смерть Димитрия Донского. Клеймо 8
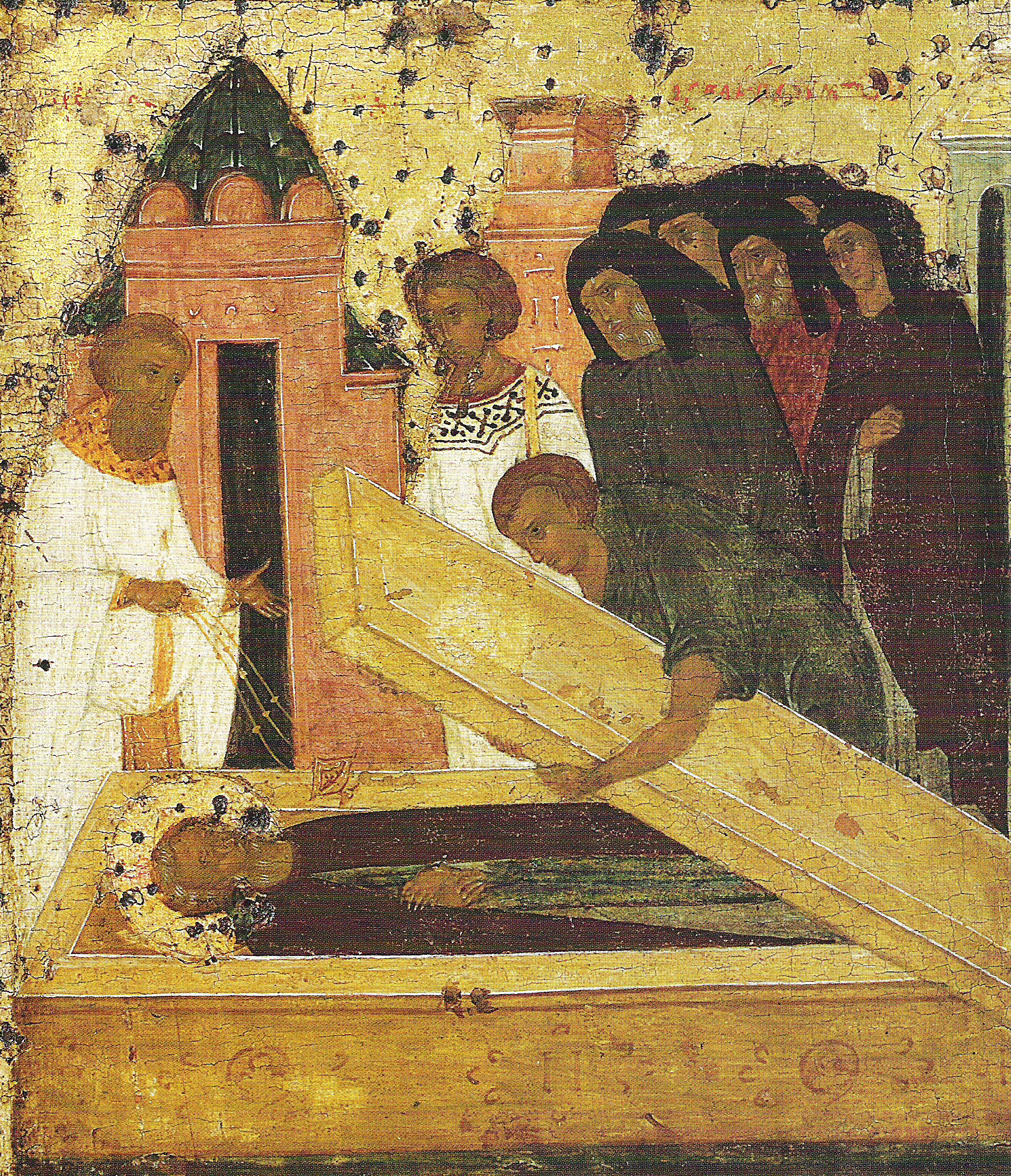
Погребение Димитрия в поставленной им церкви (на заднем плане). Клеймо 12
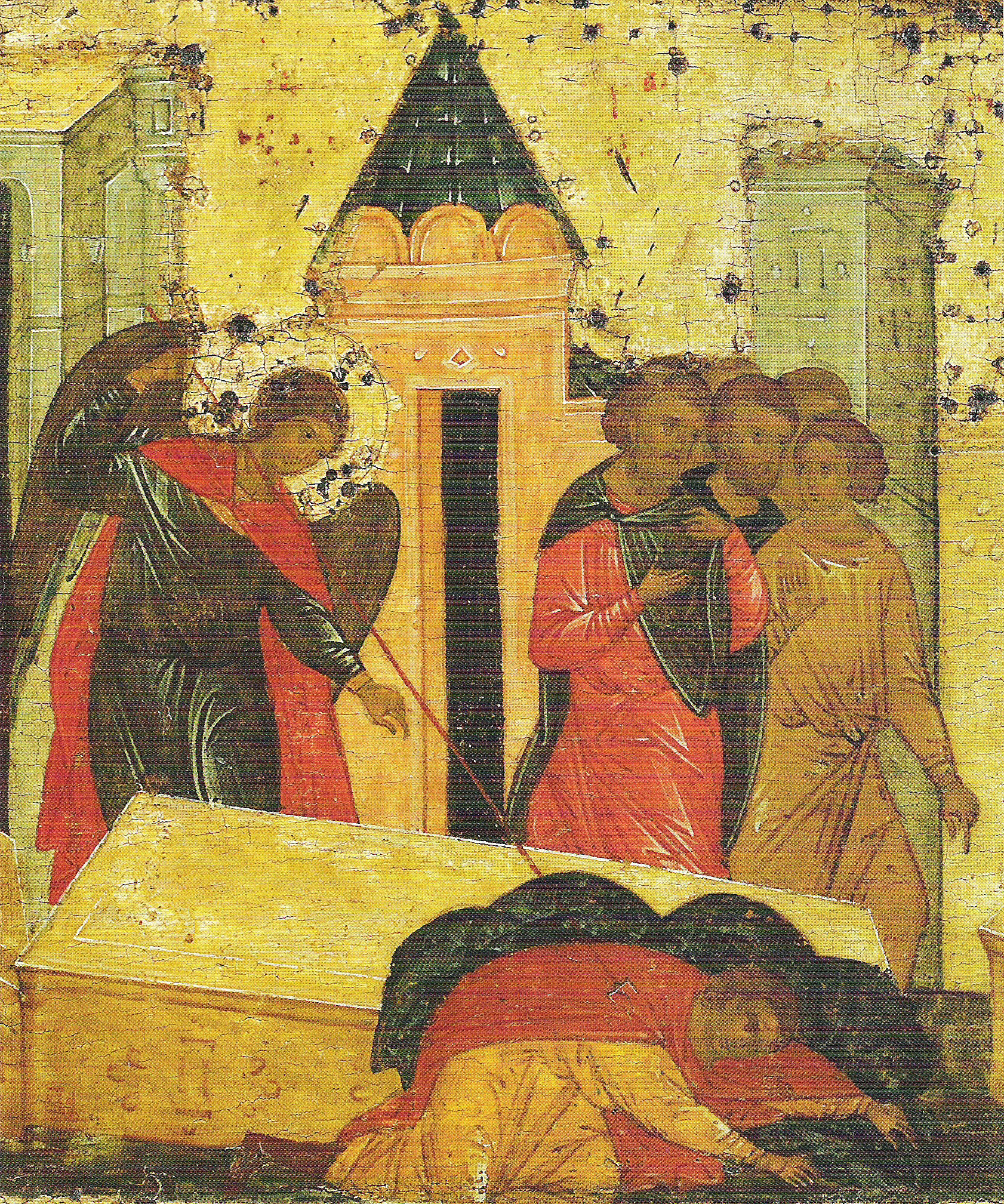
Чудо Димитрия о вятчанах. Клеймо 13 — одно из первых свидетельств об украшении раки расшитым покровом
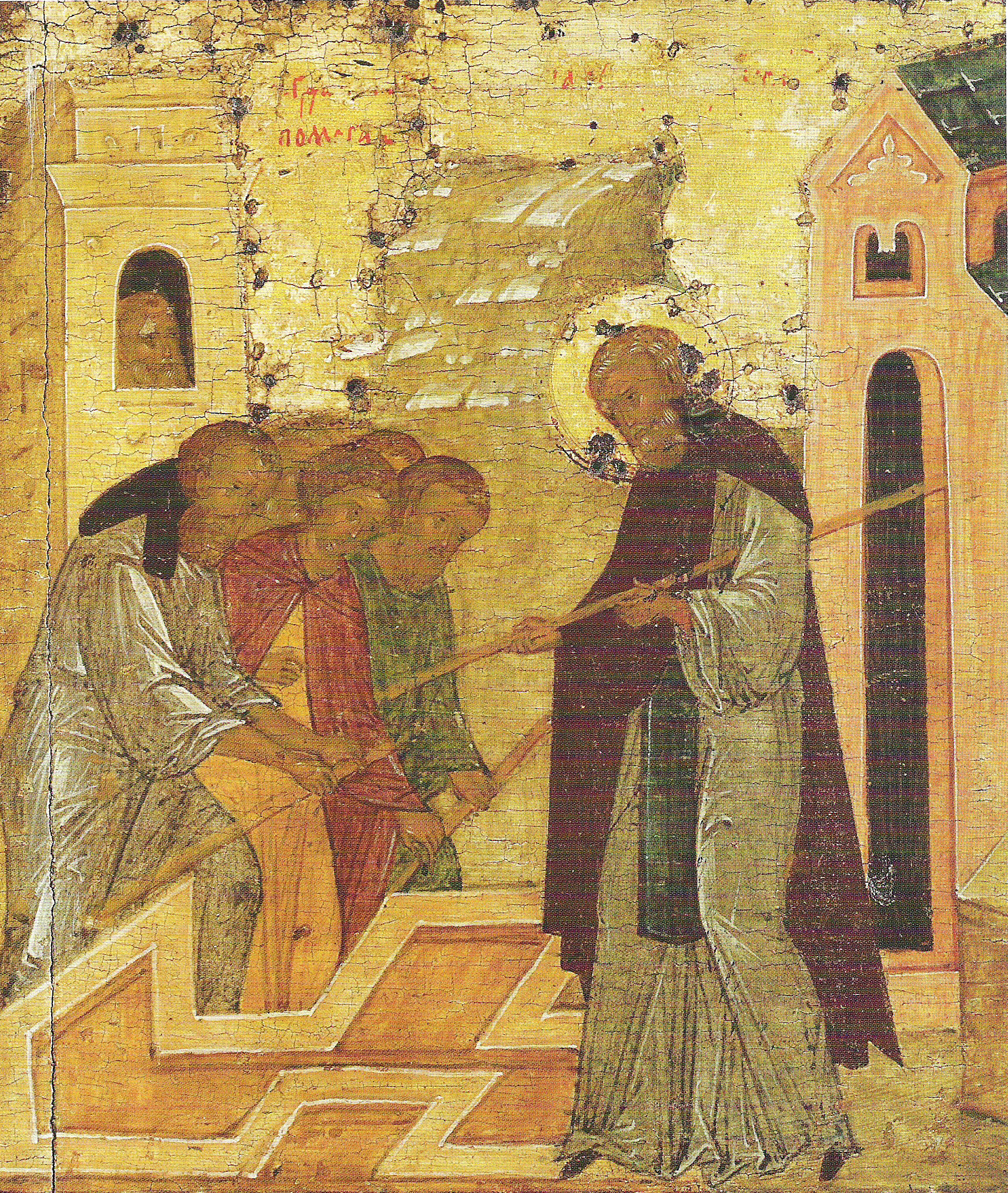
Явление Димитрия с бревном в руках при строительстве третьей церкви (внизу — фундамент здания). Клеймо 15

Во время игуменства преподобного Димитрия монастырь именовался лаврой. Многие из учеников перешли из Переславля к любимому наставнику в Прилуки, и по примеру Троице-Сергиевой лавры в монастыре, впервые на Русском Севере, был введён общежительный устав. Преподобный Димитрий скончался 11 (24) февраля ок. 1406 года и был погребён в деревянном Спасском соборе, у южной стены рядом с правым клиросом. Перед своей смертью, которую он предсказал, Димитрий благословил «игуменом быть моему брату и сыну духовному Пахомию».
После преставления преподобного Димитрия ему приписывается множество чудес — в основном, изгнание бесов, а также несколько чудес, когда святой являлся, чтобы помочь монастырю или городу Вологде. Среди этих свидетельств покровительства и заступничества святого:
- «чудо о болезни корчете», когда от судорог, которые распространились, как эпидемия, в Вологде, люди спаслись, приходя к гробу святого;
- «чудо о вятчанах», когда разграбившие Вологду и монастырь вятичи были наказаны, сгинув в дремучих топях Заволочья, а воин, поругавший святыни собора и сорвавший пелену с раки святого, был поражён неведомой силою и погиб;
- «чудо о белоризцах», когда святой Димитрий в компании одетых в белое мужей явился, чтобы укрепить городские стены и тем спасти Вологду от войска Дмитрия Шемяки;
- «чудо о церкви святого», когда святой явился, чтобы помочь в постройке новой (третьей по счёту) Спасской церкви над местом собственного погребения.

Кондак 8

Странник и пришлец был еси во граде Вологде,

преподобне отче наш Димитрие,

ныне же присный предстатель и заступник его,

видев бо сей град, церквами святыми благоукрашенный,

возлюбил еси его, и по умолению жителей его на Прилуцех

в предградии место уединенное обрет, на нем вселился еси,

и честный крест рукама своима соделав, водрузил еси,

начало обители Спасовой полагая

и присно воспевая распеншемуся на кресте

Царю славы Христу: Аллилуиа.

### XV — начало XVII века
Монастырь находился под покровительством московских великих князей — Василия Тёмного, его сына Андрея Меньшого, удельного князя Вологодского, и брата последнего, великого князя Ивана III, которые устанавливали для монастыря и его вотчин льготные пошлины. Местонахождение монастыря имело большое значение как с военно-стратегической точки зрения, так и для торговли. Монастырь располагался на пересечении водных и сухопутных путей, ведущих из Вологды в Кириллов, Белозерск и важнейшие русские центры международной торговли XVI века — Холмогоры и Архангельск, а также соединявших Вологду с центрами наиболее доходных промыслов средневековья — солеварения (Сольвычегодск и Тотьма) и промысла рыбы и пушнины (весь Север). Связи монастыря с Москвой были важным политическим моментом, учитывая острую борьбу Москвы и Новгорода за Вологду, продолжавшуюся с XIII до XV века.
Монастырь использовался как место ссылки. В 1493 году сюда были заточены великим князем Иваном III княжичи углицкие Иван и Дмитрий — сыновья углицкого князя Андрея Горяя. Иван скончался здесь в оковах в 1523 году под именем Игнатия (позднее причислен к лику святых под именем Игнатия Прилуцкого), Дмитрию в 1540 году было разрешено снять «железа». Братья были похоронены в монастыре рядом. Иван III брал из монастыря в поход на Казань икону Дмитрия Прилуцкого, написанную Дионисием Глушицким. После похода он украсил икону золотом и серебром, вернув её 3 июня 1503 года монастырю.
В 1528 году в монастыре молились о даровании наследника Василий III и Елена Глинская. Впоследствии их сын Иван IV Грозный своей грамотой 1541 года освободил монастырские вотчинные сёла и деревни на 5 лет от всяких податей. В 1537—1542 годах в монастыре Спасский собор был возведён в камне. Иван Грозный впервые посетил монастырь в мае 1545 года, а в 1552 году брал в поход на Казань Киликийский крест из Спасо-Прилуцкого монастыря.
Вплоть до 1645 года в Спасо-Прилуцком монастыре был обычай после дня памяти преподобного Димитрия 11 (24) февраля игумену монастыря ездить в Москву для поднесения государю и его семейству воды, освящённой на праздничном молебне, и просфоры, из которой была вынута частица за здравие царя и царствующего дома. Игумены монастыря присутствовали на «избирательных» соборах для утверждения на Московском престоле нового царя: в 1598 году Бориса Годунова, в 1613 году Михаила Фёдоровича.
Монастырь существенно пострадал в годы Смуты. В 1612 году на него напали поляки-литовцы и казаки, была разграблена монастырская казна, сожжены архивы. В 1615 году монастырь был разорён сибирским царевичем Арасланом Алеевичем с дворянами, детьми боярскими и казаками, пришедшими на Вологду «для оберегания». В 1619 году монастырь вновь подвергнут разграблению со стороны литовцев и «русских воров». 18 (31) декабря 1619 года в монастыре была сожжена трапезная с находившимися в ней людьми. В этот день было сожжено 59 и убито 32 монаха, а всего погибли более 200 человек.

### Конец XVII — начало XX века

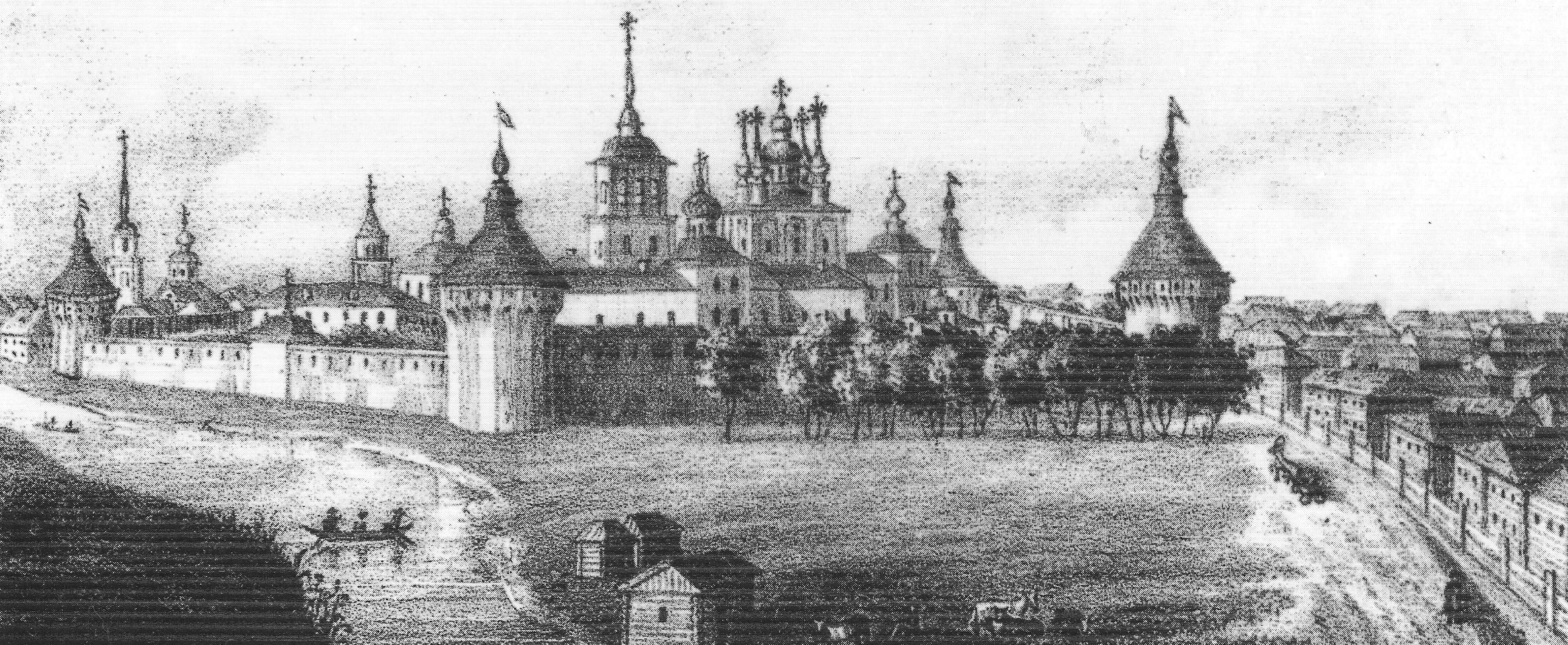
Спасо-Прилуцкий монастырь, восстановленный после пожара, и село Коровничье (совр. Прилуки, справа) на гравюре 1830-х гг. Слева на заднем плане — церковь Николая на Валухе с колокольней со шпилем.

В конце XVII—XVIII веках монастырь стал одним из богатейших на Русском Севере, одним из крупнейших землевладельцев и торговцев солью. По штатам 1764 года монастырь был положен во втором классе, степенью двадцатый. Ко времени составления штатов монастырь имел вотчины в окрестностях Вологды, Грязовца, Кадникова и Радонежа, а также подворья в Вологде (на месте Дома губернатора) и Москве (дом и каменная церковь Собора Иоанна Предтечи с приделом Димитрия Прилуцкого на Варварском крестце). Всего к этому времени у монастыря было 9 сёл, в них 7 церквей, 4 сельца и 88 деревень, в них 2819 душ крестьян. Помимо вотчин, с XVI века монастырь владел соляными варницами в Тотьме, Сольвычегодске и при реке Уне в Архангельской губернии, на которых ежегодно вываривалось более 14 000 пудов соли. Вологодское подворье использовалось для складирования и продажи соли. Кроме солеварения, монастырь имел 2 мукомольных водяных мельницы (обе на реке Вологде, одна недалеко от монастыря) и 2 рыбных ловли (на реке Лосте и на озере Оназимском).
17 сентября 1811 года Спасский собор серьёзно пострадал от пожара (по преданию, от забытой «грошовой свечи»). Сгорело всё внутреннее убранство, обгорели некоторые главы. Перед вторжением французов в Москву в 1812 году в Спасо-Прилуцкий монастырь были эвакуированы драгоценности патриаршей ризницы, Троице-Сергиевой лавры, Чудова, Новоспасского, Знаменского, Николо-Угрешского, Покровского, Новодевичьего, Вознесенского монастырей и некоторых московских соборов и монастырей. Драгоценности хранились в сгоревшем Спасском соборе до освобождения Москвы. Спасский собор был отремонтирован («поновлён») в 1813—1817 годах. Были заменены повреждённые пожаром главы, которым были приданы барочные кувшинообразные формы, устроен новый иконостас.
В 1898 году была открыта узкоколейная железная дорога Вологда — Архангельск (с 1936 года в составе Северной железной дороги), которая прошла в непосредственной близости от монастыря (параллельно юго-восточной стене). Через реку Вологду был построен временный, с деревянными устоями, мост. В 1913 году его заменили постоянным с металлическими фермами на каменных устоях, а в 1914 году линия была перестроена на широкую колею.

### При Советской власти. Закрытие
В 1918 году в монастыре были проведены обыск и опись имущества, часть зданий заняли красноармейцы. В башнях монастыря во время Гражданской войны были устроены склады взрывчатых веществ, и только благодаря своевременно принятым мерам начавшийся однажды пожар не привёл к уничтожению памятника. В монастыре была организована община из жителей Прилук. С 1919 по 1923 годы в монастыре проходили изъятия церковных ценностей, в том числе в помощь голодающим Поволжья. По решению уездного исполкома архимандрит Нифонт (Курсин), монахи и послушники были выселены из монастыря, протестовавшие прихожане репрессированы. Весной 1922 года жители Прилук и близлежащих деревень просили разрешения разобрать стены монастыря на кирпичи; ходатайство, однако, было отклонено.
В августе 1924 года договор с общиной был расторгнут, а монастырь закрыт. Произведения искусства были переданы в Вологодский музей, прочее имущество — различным учреждениям. В 1930-х годах в монастыре находилась пересыльная тюрьма для раскулаченных, которых перевозили в северные лагеря ГУЛага, в 1950-х — 1970-х годах он был занят под военные склады. В монастыре располагался кинотеатр, дом инвалидов. С 1950-х годов опустевшие и разрушавшиеся постройки монастыря реставрировали, при этом многим из них был возвращён предполагаемый облик XVI—XVII веков. В 1979 году монастырь стал филиалом Вологодского государственного музея-заповедника.

### Повторное открытие. Конец XX — начало XXI века
16 июня 1990 года, на праздник Сретения иконы Димитрия Прилуцкого, впервые после закрытия монастыря был проведён крестный ход до церкви Лазаря Праведного на Горбачёвском кладбище. В августе 1990 года церкви была передана надвратная Вознесенская церковь. В 1991 году вновь открыт мужской епархиальный монастырь. 24 февраля 1992 года, в день памяти Димитрия Прилуцкого (600-летие преставления), монастырь был полностью возвращён Русской православной церкви. Дважды, 13—14 августа 1992 года и 16—17 июня 2007 года монастырь посещал Патриарх Московский и всея Руси Алексий II.
В последующие годы в монастыре возродилась жизнь, был осуществлён ремонт монастырских строений, восстановлены иконостасы и колокола на соборной колокольне. Ежедневно совершается полный круг богослужений. Содержится подворье и монастырская воскресная школа. В обители располагается ставленническое отделение Вологодского православного духовного училища, готовящего будущих священнослужителей Вологодской и Великоустюжской епархии. Ежегодно проводятся Димитриевские образовательные чтения, собирающие духовенство и работников просвещения.
Подворьем монастыря является церковь Димитрия Прилуцкого на Наволоке в Вологде и с 1994 по 2003 год был Свято-Троицкий Павло-Обнорский мужской монастырь в Грязовецком районе Вологодской области.

## Архитектура
1 — Спасский собор
2 — галерея
3 — крыльцо
4 — переход
5 — «новая» соборная колокольня
6 — остатки старой церкви-колокольни Трёх Святителей
7 — церковь Введения
8 — трапезная Введенской церкви
9 — Екатерининская церковь
10 — могила К. Н. Батюшкова
11 — церковь Успения из Александро-Куштского монастыря
12 — церковь Всех Святых
13 — монастырские кладовые
14 — надвратная церковь Вознесения
15 — колокольня надвратной церкви Вознесения
16 — древненастоятельские кельи
17 — зимние настоятельские кельи
18 — летние настоятельские кельи
19 — братские кельи и больница
20 — часовня над колодцем
21 — Белозерская башня
22 — Вологодская башня
23 — Южная башня
24 — Водяная башня
25 — Мельничная башня
26 и 27 — монастырские пруды
28 — Казённый двор
29 — Малые ворота
Сохранившаяся древняя архитектура монастыря относится к XVI веку, когда были возведены первые каменные здания — Спасский собор, надвратная церковь и трапезная палата с церковью Введения. Архитектура этого периода основывается на московской традиции, согласуясь с духовными и политическими связями монастыря. При этом получают развитие идеи первых каменных комплексов монастырей Русского Севера XV века — Спасо-Каменного (Спасо-Преображенский собор, 1481 год), Кирилло-Белозерского (Успенский собор, 1496 год) и Ферапонтова (Рождественский собор, 1490 год), построенных ростовскими зодчими. Указанные соборы — крестово-купольные, четырёхстолпные, трёхапсидные, на высоких подклетах (кроме Успенского), с перспективным порталом с килевидным завершением, трёхчастным делением фасадов лопатками, подпружными арками, полукруглыми закомарами, покрытием кокошниками, большой главой в центре и малой над юго-восточным углом. Ферапонтовский собор с трёх сторон окружает галерея. В соответствии с актуальной московской тенденцией конца XV века, в первых вологодских постройках используется кирпич с небольшим вкраплением камня. Спасский собор Прилуцкого монастыря (1537—1542 годы) наследует все указанные черты, за исключением числа глав. Эта же, становящаяся основной для Русского Севера, традиция находит своё воплощение в Воскресенском соборе Горицкого монастыря (1544 год).

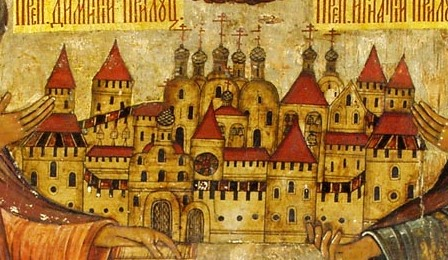
Спасо-Прилуцкий монастырь, вид в XVII веке. Фрагмент вологодской иконы Димитрия и Игнатия Прилуцких. Видна часозвоня надвратной Вознесенской церкви и две колокольни Спасского собора

Церковь Введения с одностолпной трапезной в Кирилло-Белозерском монастыре (1519 год) становится образцом для аналогичных построек в Ферапонтовом и Спасо-Прилуцком (в последнем — с тем же посвящением) монастырях, которые повторили не только архитектуру, но и осевое расположение зданий. Это решение продолжало воспроизводиться в вологодских монастырях и в XVIII веке — трапезные Введенская церковь Михаило-Архангельского монастыря Великого Устюга и Тихвинская церковь Троице-Гледенского монастыря, при этом повторяется и соединяющая здания крытая галерея. Типичной особенностью северных московских соборов становится своеобразный строгий декор под и на закомарах (орнаментальные пояса из поребрика, бегунца, нишек и балясин). Спасский собор Прилуцкого монастыря продолжает линию московской школы — отсюда пятиглавие, высокий подклет, двухъярусная галерея и два ряда закомар. Декоративные мотивы Спасского собора повторяются в орнаменте надвратной церкви Вознесения и Введенской церкви.
После разорений начала XVII века в Прилуцком монастыре возобновляется интенсивное строительство, при этом, как и во многих других монастырях, особое внимание уделяется оборонительным сооружениям — возводятся мощные стены и башни. Кроме того, в этот период возводится новая колокольня — главная высотная доминанта комплекса, а также хозяйственные и жилые постройки.
После пожара 1811 года Спасский собор был реставрирован в 1813—1817 годах. При этом главам были приданы кувшинообразные барочные формы.
Несмотря на закрытие монастыря в советское время, его сооружения были в целом сохранены. В 1950-х — 1990-х годах была проведена научная реставрация, при этом памятникам XVI века был возвращён предполагаемый исходный облик. Реставрация в основном коснулась покрытия — по закомарам (Спасский собор) и кокошникам (Вознесенская и Введенская церкви), а также формы глав — Спасский собор и Вознесенская церковь получили шлемовидные главы.

### Надвратная церковь Вознесения (Феодора Стратилата) с колокольней
Надвратная церковь Вознесения Господня поставлена над Святыми воротами — главным въездом в монастырь со стороны древней дороги на Архангельск, Кириллов и Белозерск. Церковь с воротами и прилежащими участками северо-западной стены — древнейшая часть монастырской ограды, выстроенная в конце XVI века, вскоре после Спасского собора, когда остальные стены с башнями были деревянными. Позднее церковь и Святые ворота оказались включёнными в кольцо стен XVII века. Святые ворота имеют 2 арочных проёма: большой — для проездов и малый — для путников. Большой проезд оформлен перспективным порталом, над которым ещё в начале XX века находилась фреска (сейчас об этом напоминает металлический голубец над большим проездом).
Первоначально (в 1590 году) церковь была освящена во имя святого великомученика Феодора Стратилата, покровителя православного воинства, как бы охраняющего вход в обитель, и называлась так до XIX века. Существует предположение, что она была освящена в честь ангела царя Фёдора Иоанновича, сына Ивана IV, вступившего на престол в 1584 году, и, возможно, каким-то образом способствовавшего строительству в Спасо-Прилуцком монастыре. В XVIII и начале XIX века вследствие пожаров церковь сильно пострадала и находилась в таком состоянии до 1815 года, когда и была переосвящена во имя Вознесения Господня и подверглась ряду переделок, последние и «очень неудачные» (по характеристике искусствоведа Г. К. Лукомского) — 1875 года. Реставрации 1990-х годов вернули церкви предполагаемый первоначальный вид.

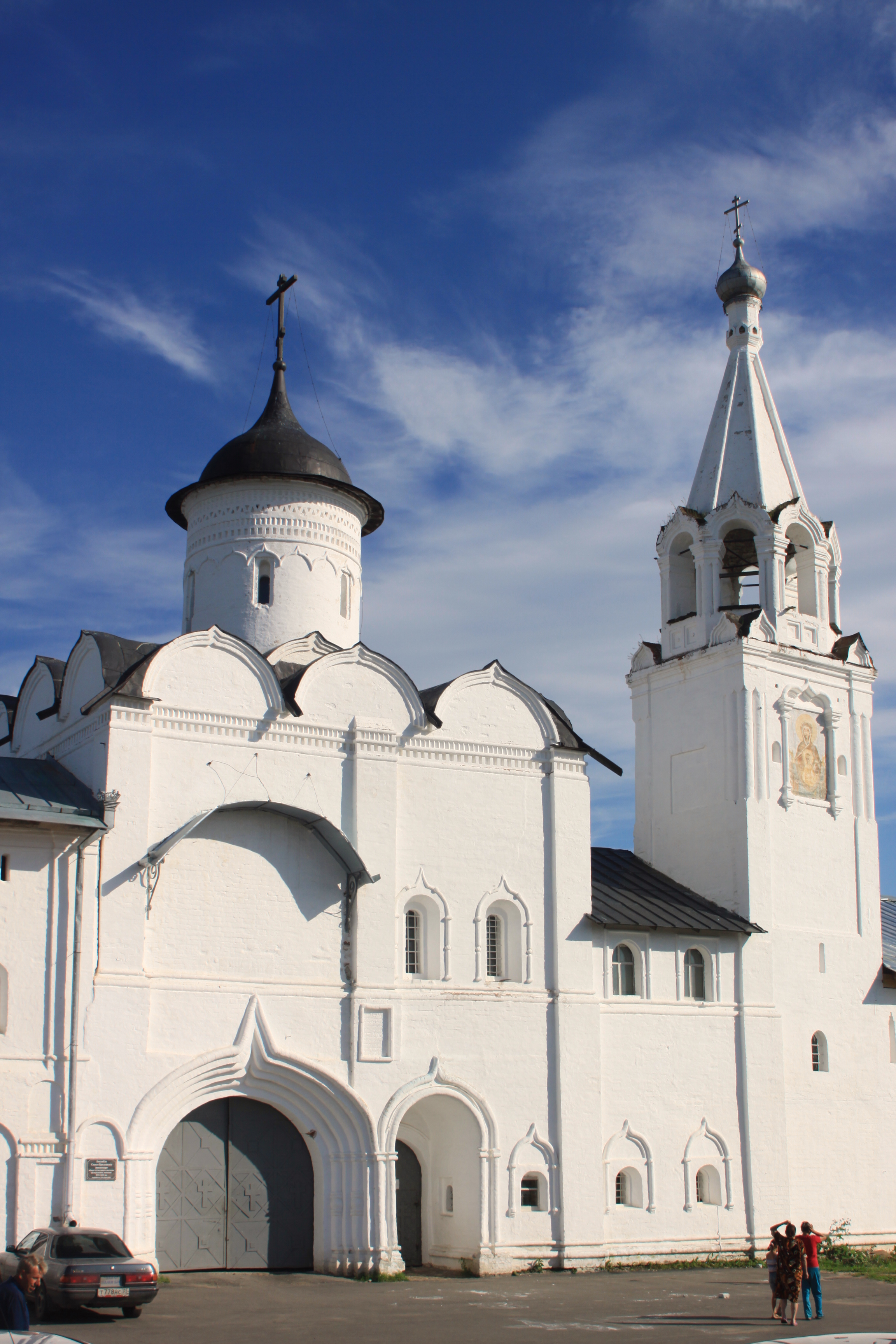
Святые ворота с церковью Вознесения и колокольней, ок. 1590 г., — главный вход в монастырь
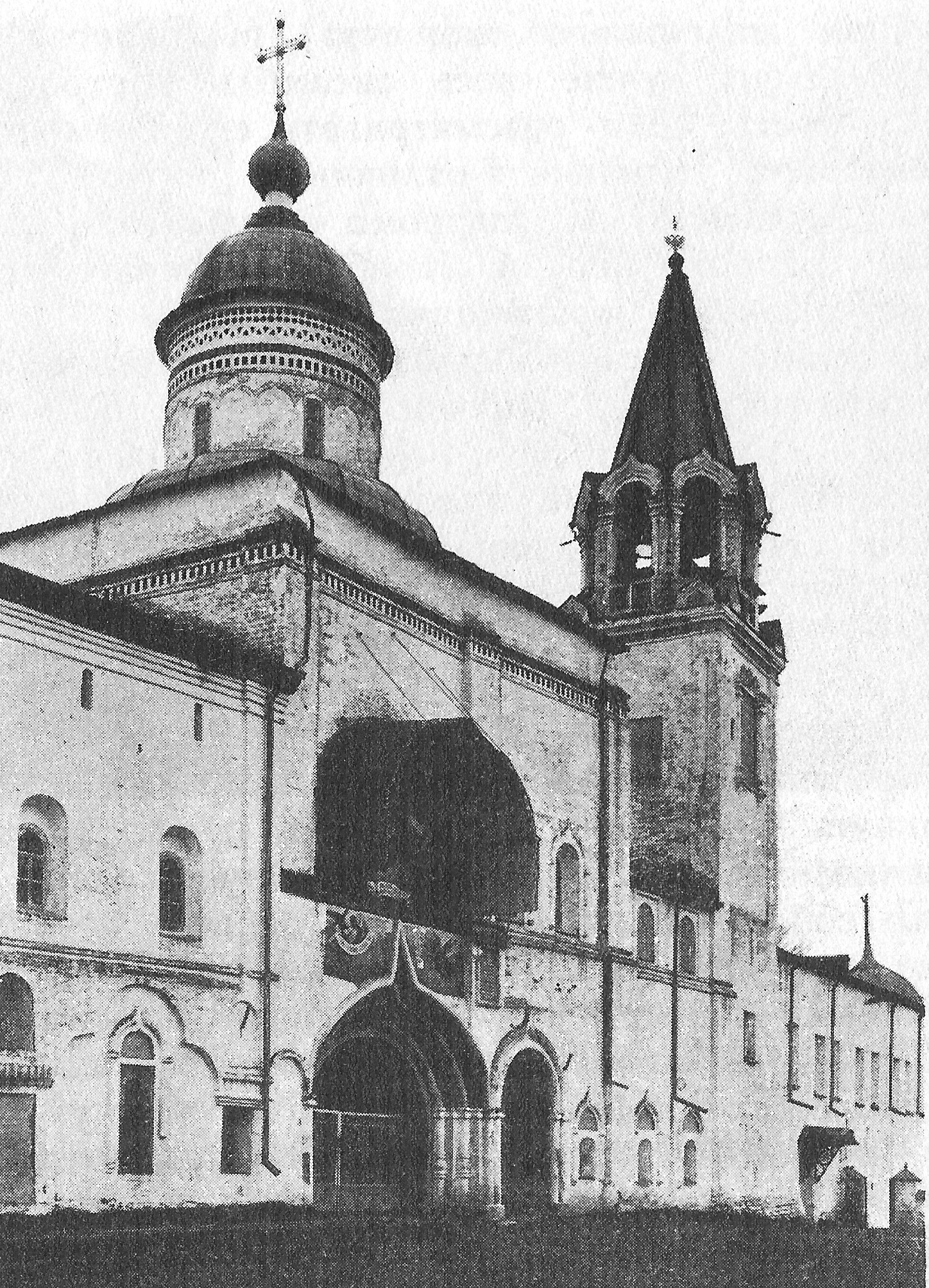
Святые ворота с церковью Вознесения и колокольней, фото ок. 1913 г.
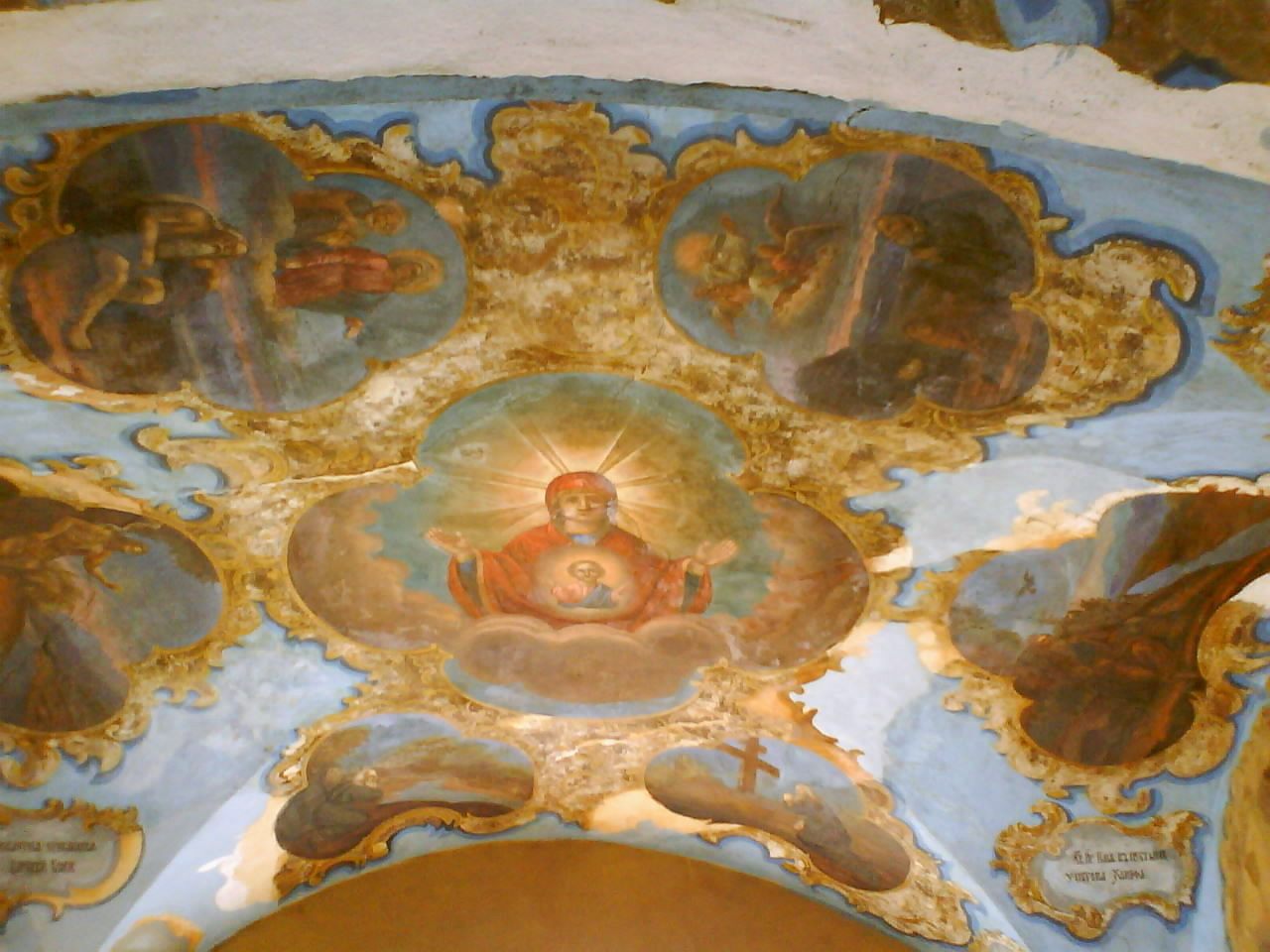
Роспись свода Святых ворот
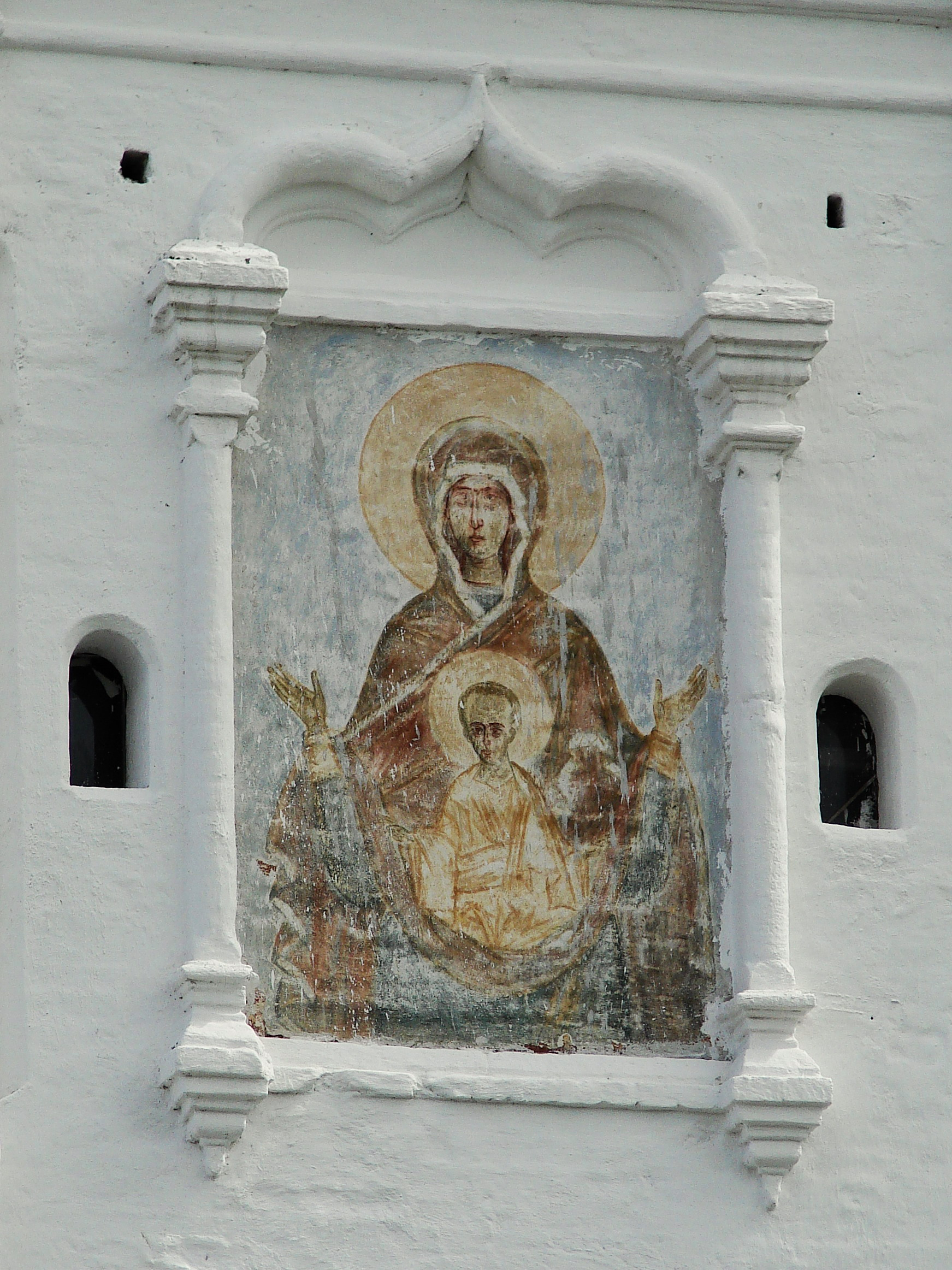
Фресковая икона «Знамение» на внешней стене колокольни церкви Вознесения

Основу здания Вознесенской церкви составляет кубический объём, апсиды отсутствуют. Покрытие кровли, глава и декор перекликаются со Спасским собором. Венчает храм один световой барабан с узкими оконными проёмами, завершённый шлемовидной главой. Вверху — широкая полоса декора из килевидных арочек и рядов прямоугольных и круглых нишек с бегунцом и поребриком между ними. Покрытие кровли — по крупным кокошникам, имитирующим закомары, более мелкие кокошники обеспечивают переход к барабану (с 1815 года по 1990-е кровля была купольной, глава — сложной барочной формы). Конструкция храма — двустолпная, что соответствует появившейся и получившей ограниченное распространение в московской и северной архитектуре XVI века тенденции. В вологодской архитектуре двустолпные храмы составят позднее особую группу — это церкви Иоанна Предтечи в Дюдиковой пустыни (1653 год), Андрея Первозванного во Фрязинове (1670 или 1687 год), Николая во Владычной слободе (1669 год) и Николая на Валухе (1755 год). Внутреннее пространство церкви делится двумя сравнительно тонкими четырёхгранными столпами, между которыми расположена невысокая каменная алтарная преграда. На верхние части столбов опираются разгрузочные арочки. Центральный коробовый свод прорезан световым барабаном на парусах, а угловые части перекрыты оригинальными ступенчатыми сводиками псковского типа. Внутреннее устройство храмового пространства отражено на северном и южном фасадах, которые членятся тремя лопатками на два неравных прясла. Единственным украшением стен служат узкие пояса прямоугольных нишек и поребрика — типичный декоративный мотив северного и московского зодчества XVI века.
Рядом с церковью Вознесения над стеной высится её оригинальная колокольня, построенная в 1729—1730 году, но ещё в традициях древнерусской архитектуры. Стройный четырёхгранный столп колокольни с пучками полуколонок и кокошниками на углах несёт лёгкий восьмерик звона (восьмерик на четверике), завершённый вытянутым шатром и главкой. Предполагается, колокольня выполнена на основе существовавшей здесь в конце XVII века каменной часовни «о четырёх стенах».

### Спасский собор
Спасский собор построен в 1537—1542 годах на месте сгоревшего деревянного.
Собор представляет собой пятиглавый храм на подклете, окружённый галереями, с тремя полуциркульными апсидами. Фасады здания поделены широкими лопатками на три прясла. Завершают прясла значительные по размеру закомары, средние из которых имеют больший размер, чем боковые. Переход к барабанам глав создаёт второй ярус закомар. Сильно выделяется по сравнению с боковыми центральная глава, имеющая в основании четыре закомары. Динамичное нарастание масс к центру формирует пирамидальную композицию.
Указом Президента Российской Федерации от 20 февраля 1995 года № 176 «Об утверждении перечня объектов исторического и культурного наследия федерального (общероссийского) значения» собор объявлен памятником градостроительства и архитектуры федерального значения.
Архитектура собора в целом согласована с традициями московского зодчества первой половины XVI века:

«Столичное происхождение подобного типа соборного храма бесспорно. Москва стремилась в это время утвердить на Севере свои архитектурные формы как общерусские, противопоставив их различным, в частности новгородским, влияниям. Спасский собор — один из лучших образцов этого нового направления, выразившего торжество и величие централизованного Русского государства».

Основное отличие от других московских сооружений указанного периода — лаконизм и скупость обработки фасадов: лёгкие удвоенные полочки-уступы на лопатках, простой карниз с раскреповками, оконные проёмы без наличников. Верхние части барабанов глав имеют более разнообразный, но типичный для северно-русских храмов конца XV — начала XVI веков декор (аналогичные примеры встречаются в Кирилло-Белозерском, Ферапонтовом монастырях): ряды килевидных арочек, прямоугольных нишек и бегунца, которые на центральном барабане дополнены кирпичными балясинами и лентой поребрика.

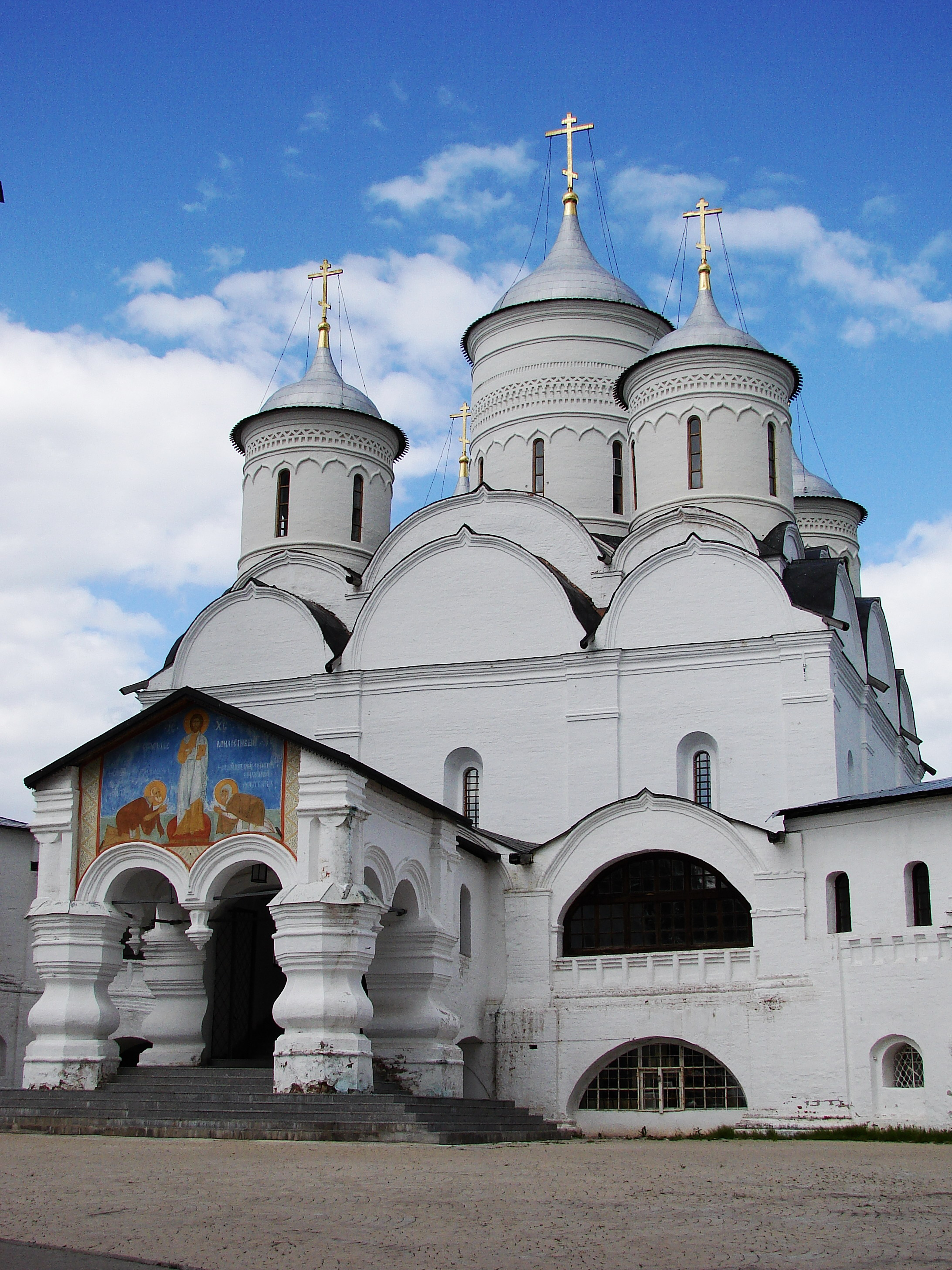
Спасский собор
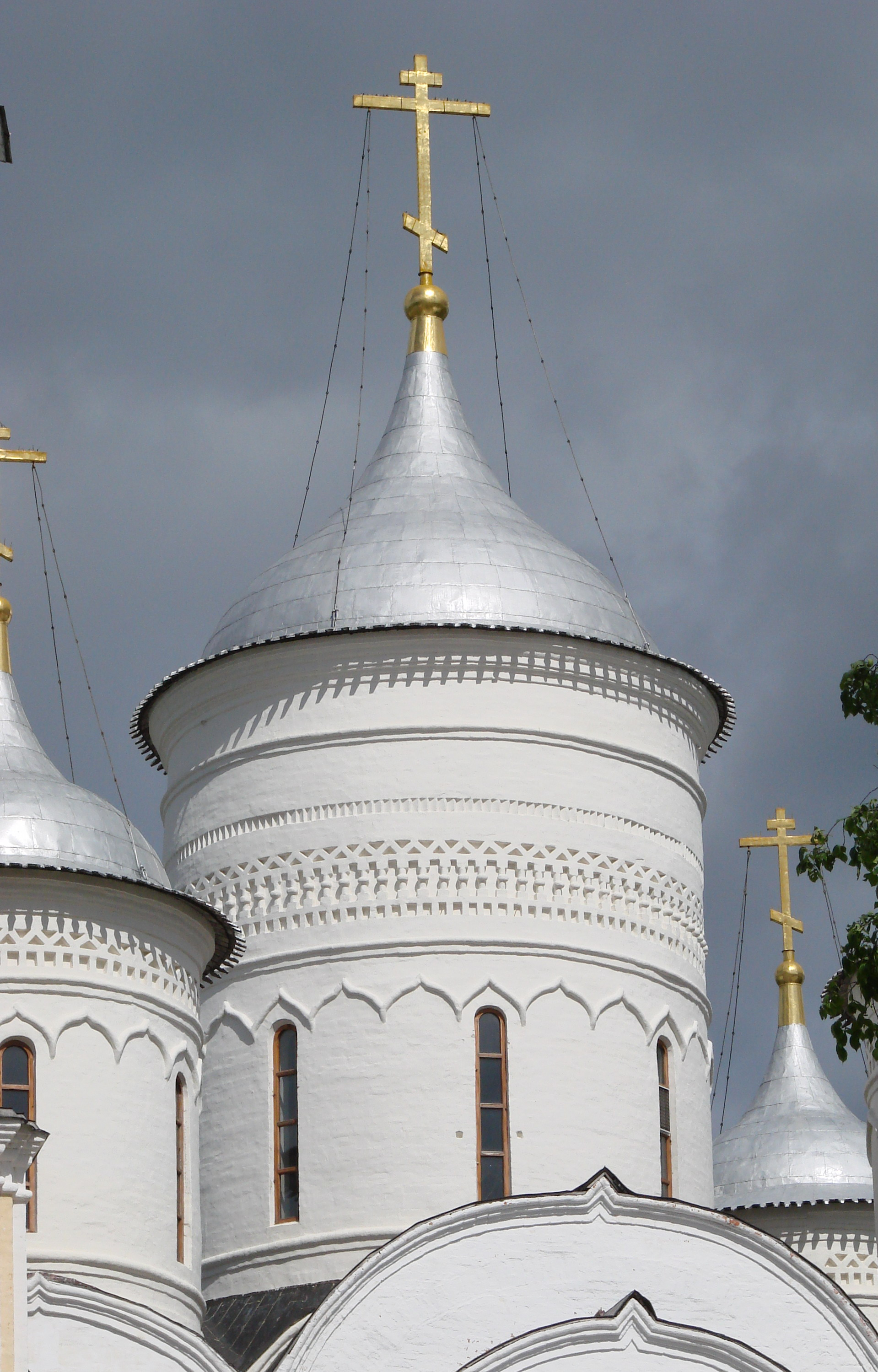
Декоративный мотив (сверху вниз): горизонтальная тяга, поребрик, бегунец, балясины, нишки, горизонтальная тяга, аркатурный поясок
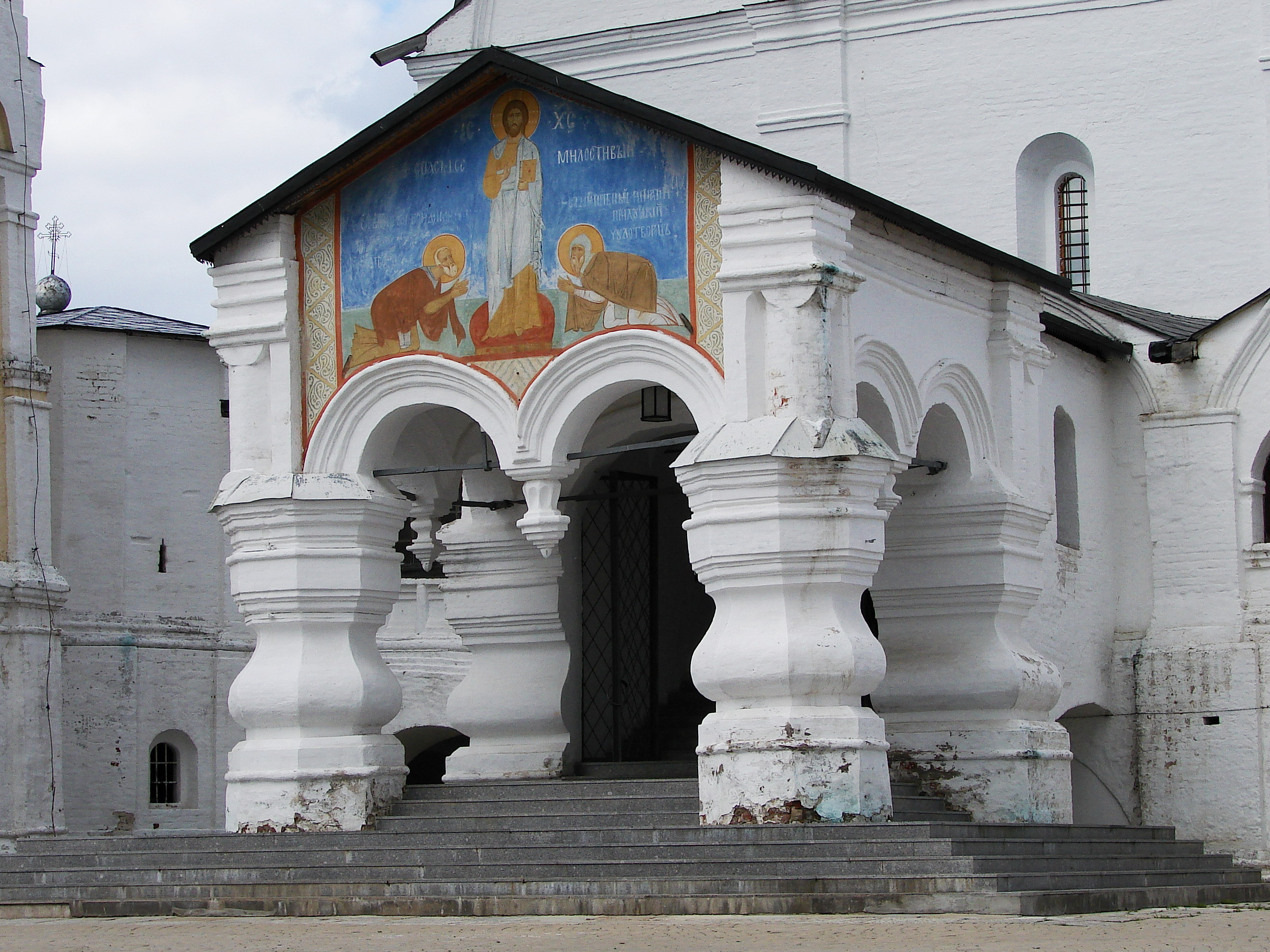
Крыльцо. В тимпане — фреска с поклоняющимися Христу св. Димитрием и св. Игнатием
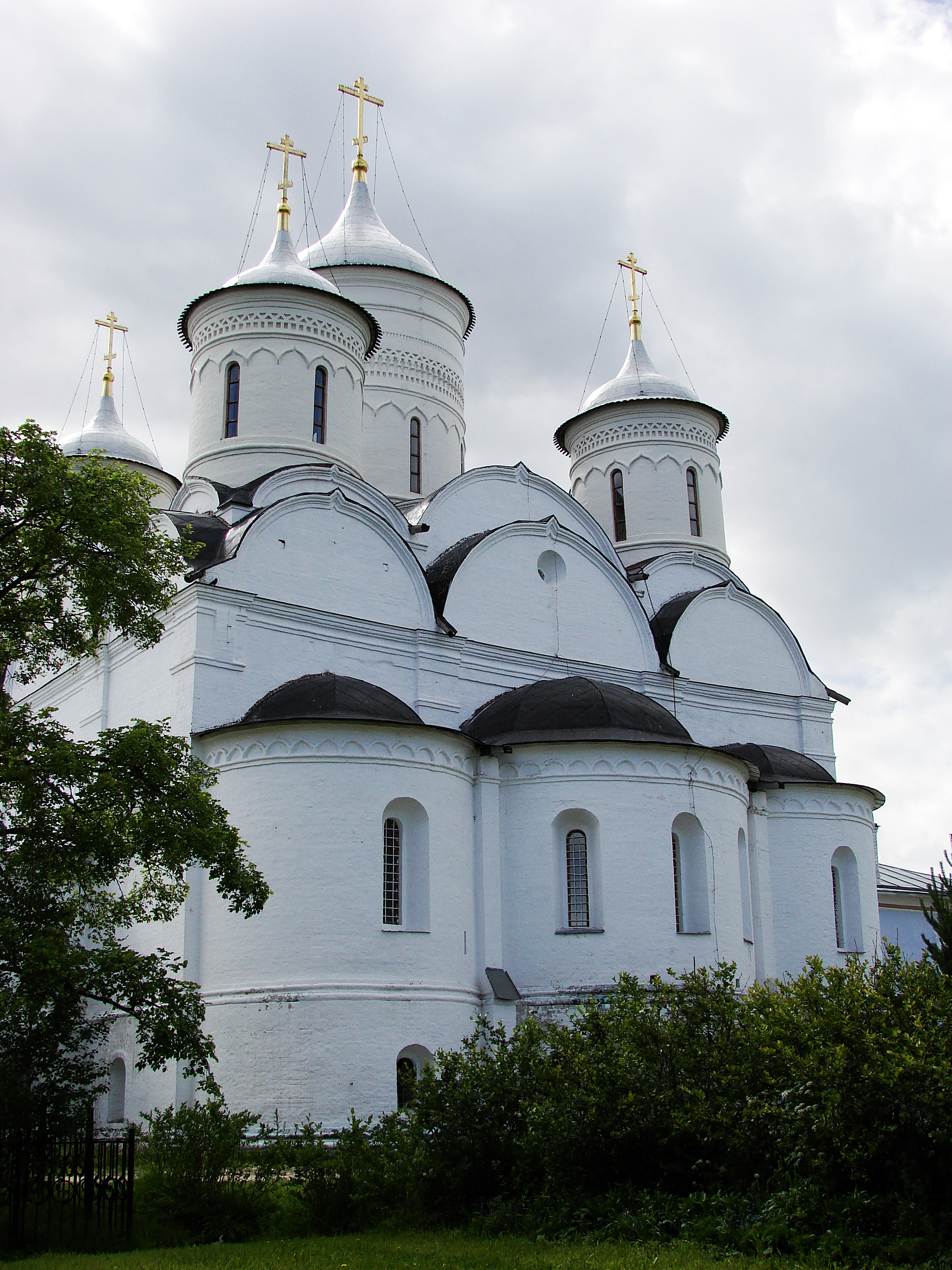
Спасский собор (вид с востока)

Собор с трёх сторон (кроме восточной) окружает двухъярусная галерея-гульбище с необычными открытыми арками второго яруса с эффектными килевидными архивольтами, аналогичными закомарам. Галерея поздняя, появилась предположительно в 1654—1671 годах, во время проведения крупномасштабных каменных работ в монастыре. На галерею выходят три перспективных портала с колонками по бокам и килевидным верхом. С севера она заканчивается обширной двухэтажной ризничной палаткой с входом из алтаря. Время построения неизвестно, в монастырских записках значится, что она была перестроена в 1759 году. К западному порталу ведёт большое крыльцо XVII века с лестницей. В своей конструкции оно содержит толстые кувшинообразные столбы, поддерживающие двойные арки с висячей гирькой. Первоначальный шатровый верх крыльца в XIX веке был заменён двускатной крышей.
Милостію Божіею и Пречистыя Его Матери и молитвами Преподобнаго

Димитрія, Прилуцкаго Чудотворца, въ лѣто 7045 (1537), индикта 10,

Маія 29, при державѣ Царя и Государя Іоанна Васильевича всея Россіи,

и по благословенію Преосвященного Митрополита Даніила всея Руссіи,

начала здатися церковь каменная Происхожденія Честнаго Креста

Господня игуменомъ Мисаиломъ, и еже о Христѣ съ братіею; и

совершена бысть церковь въ лѣто 7050, индикта 15, при томъ же

Государѣ и при Митрополитѣ Макаріи всея Pycciи и при игуменѣ

Аѳанасіи и еже о Христѣ съ братіею.
Коробовые своды ступенчатой конструкции поддерживают четыре массивных столпа. Внутри собора стены побелены. Вероятно, в древности они не были расписаны, хотя высказывалось и противоположное мнение. Своды и стены верхнего храма были украшены живописью в 1859 году (утрачена), нижний этаж не был расписан из-за необходимости частых поновлений по причине сырости.
К концу XIX века в верхнем этаже собора было три престола и ещё пять — в нижнем:
Престолы верхнего этажа:
- Всемилостивого Спаса Происхождения Честных Древ, главный, в алтаре;
- Преображения Господня, в южной паперти;
- Александра Невского, в северной паперти.

Ранее в алтаре главного храма находились также престолы Димитрия Прилуцкого, Иоанна Богослова и Преображения. В 1656 году престол Димитрия Прилуцкого был перенесён в нижний этаж собора, а его место в нижнем отделении алтаря занял престол Иоанна Богослова. Преображенский престол после пожара 1811 года был перенесён в южную паперть на место существовавшего там ранее престола во имя святых мучеников Платона и Романа.
Престолы нижнего этажа:
- Димитрия Прилуцкого и Игнатия Прилуцкого, главный (первоначально только Димитрия). К северу от левого клироса этого храма находилась палатка, где, по преданию, была келья преподобного Димитрия;

по правую сторону от престола Димитрия и Игнатия
- Сергия Радонежского;
- Сретения Господня (с 1786 года);

по левую сторону от престола Димитрия и Игнатия
- Богоявления Господня (с 1788 года);
- Успения святой Анны (с 1831 года).

### Соборная колокольня

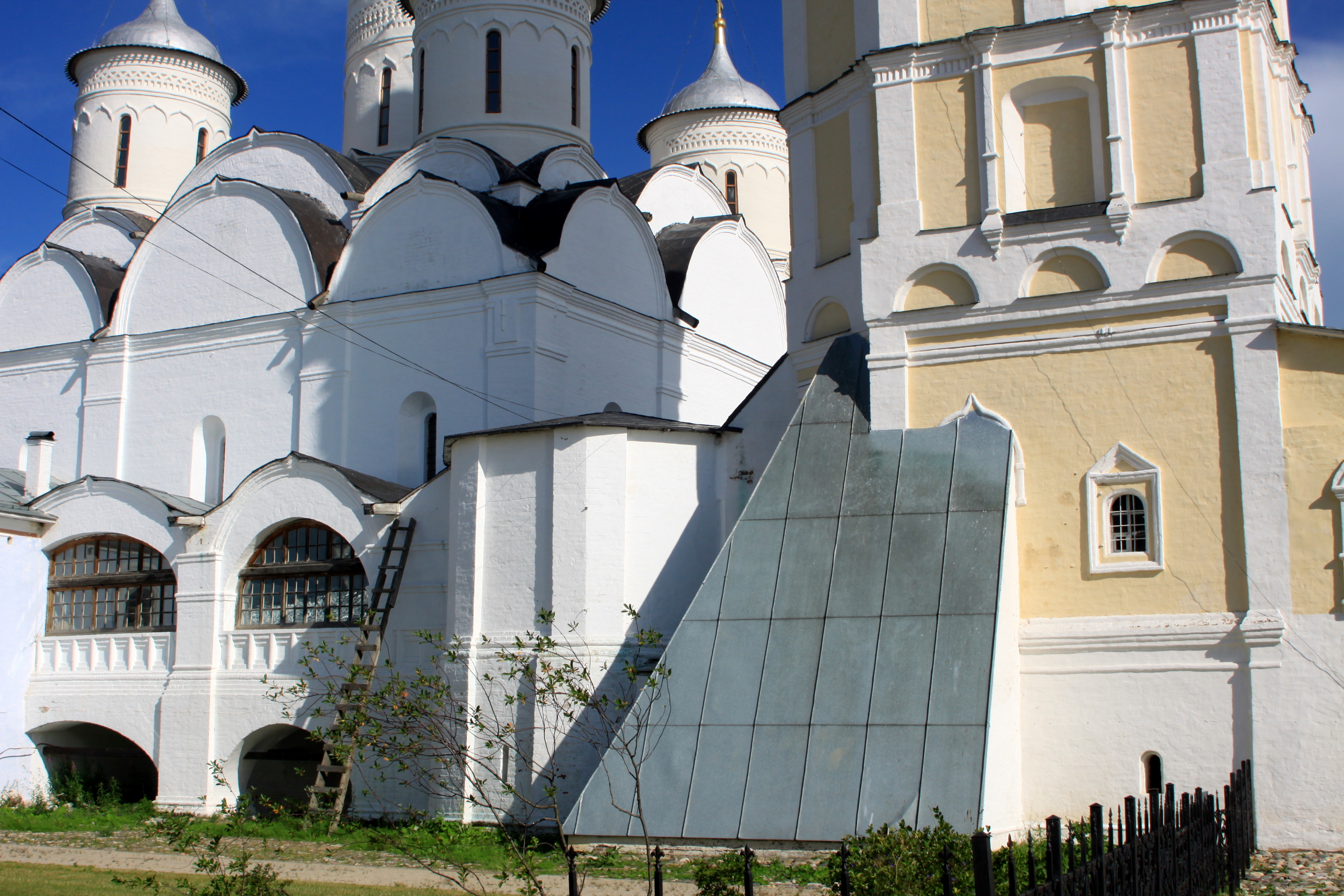
В центре: остатки нижних ярусов бывшей соборной Трёхсвятительской церкви-колокольни (ок. 1540 г.)

Старая церковь-колокольня Трёх Святителей. Возведённая одновременно со Спасским собором колокольня занимала северо-западный угол галереи. Она была решена как церковь «под колоколы» — архитектурный тип, получивший распространение в XVI веке в Московском княжестве. В первом ярусе колокольни находился храм, а выше — открытый ярус звона, на который вела частично сохранившаяся узкая лестница в толще стены. Престол был освящён в честь трёх вселенских святителей — великих каппадокийцев Василия Великого, Григория Богослова и константинопольского патриарха Иоанна Златоуста.
В описи 1623 года указано:
... да колокольница при соборной церкви каменная, о одном верхе, а под колоколы церковь — Три Святителя.

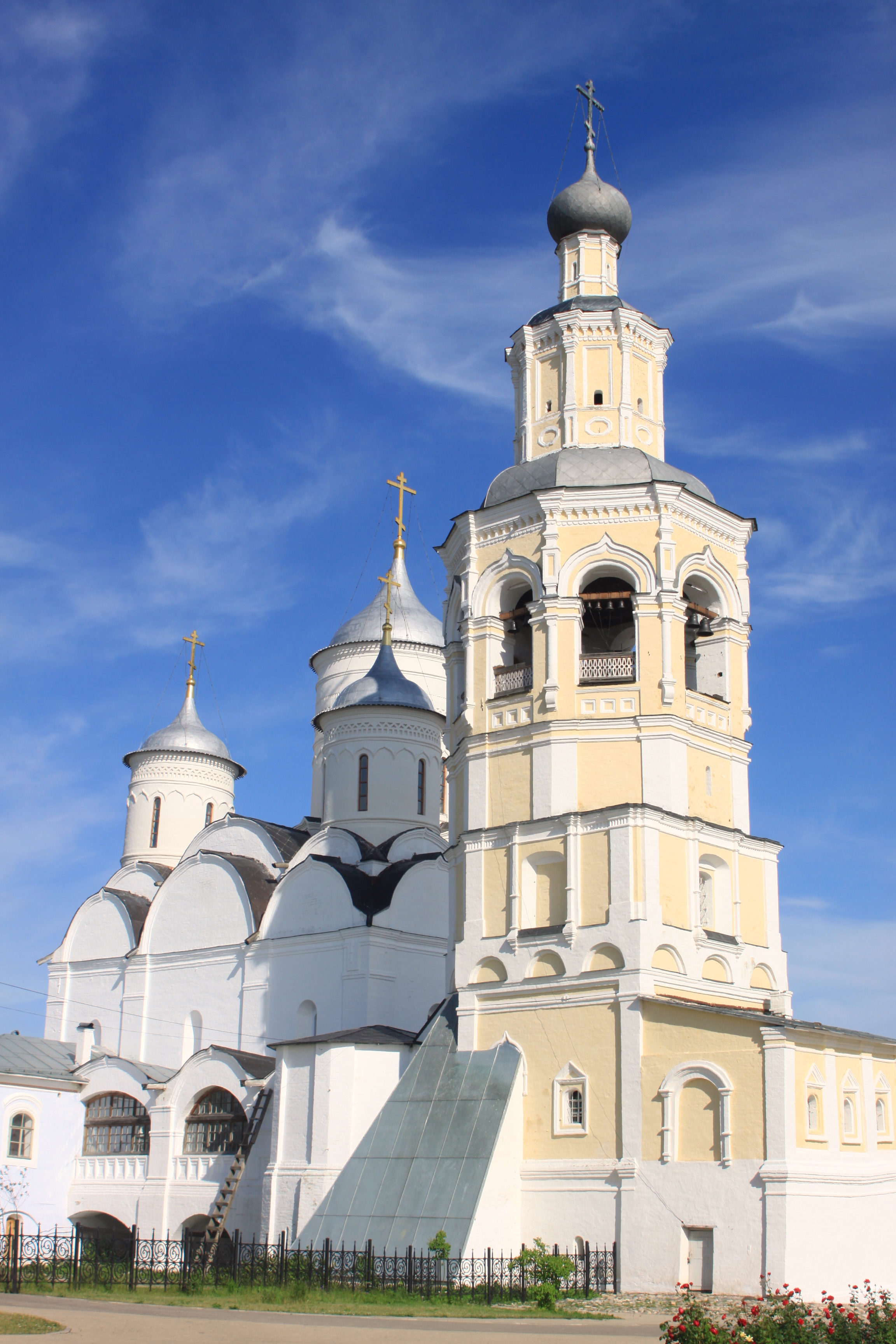
Соборная колокольня с церковью Алексия (1644—1656 г., перестройки 1720-х гг. и конца XVIII в.)

В 1720 году старая церковь-колокольня была почти полностью разобрана, а колокола перенесены на новую. К настоящему времени от старой колокольни сохранилась только нижняя часть — подклет и первый ярус восьмигранного столпа, перекрытый сводом.
Новая колокольня с церковью Алексия. Между 1644 и 1656 годами была выстроена новая, более высокая колокольня. Согласно традиции середины XVII века, это была шатровая постройка типа «восьмерик на четверике». Её широкая нижняя часть — подклет с двумя кельями и двухъярусный четверик, декорированный скромными наличниками, плоскими лопатками и поясом кокошников по границе между двумя ярусами. Поставленный выше восьмерик сразу переходит в открытый ярус звона с арочными проёмами, украшенными килевидными архивольтами. Прежнее шатровое завершение было снято в 1720-е годы, при этом стены звона надложены, и на них водружён ещё один восьмерик, в котором были поставлены большие колёсные часы с боем. В конце XVIII века верхний восьмерик получил завершение в виде фигурной кровли со шпилем.
Невысокая пристройка с западной стороны — церковь Алексия. Таким образом, новая колокольня, также как и старая, была призвана совмещать функции колокольни и храма, что для середины XVII века было не совсем обычно и говорит о следовании «прежним образцам».
Из колоколов Спасо-Прилуцкого монастыря по именам известны «Большой» (357 пудов 30 фунтов), «Вестовой» и «Протас». Они были отлиты в 1736—1738 годах, а в разгар индустриализации, в 1935 году, были пущены на переплавку. Новые колокола (14 штук) были отлиты по образцу колокольни Софийского собора и водружены в 2007 году. Планируется отлить ещё один колокол массой 4 тонны.

### Введенская церковь с трапезной
Церковь Введения Богородицы во храм — стройное квадратное в плане здание на подклете со сводами, покрытыми эффектной пирамидой из трёх ярусов килевидных кокошников, и увенчанное барабаном с луковичной главой. Особенностью храма является отсутствие алтарных апсид, характерное для трапезных церквей XVI века. Фасады, включая восточный, украшены лопатками, заканчивающимися снизу на уровне подклета. Верхний ярус стен между лопаток декорирован широким узорчатым поясом, состоящим из поребрика, кирпичных балясин и прямоугольных нишек. Этому орнаментальному фризу вторит аналогичный декор вверху барабана храма над рядом килевидных арочек.
Время постройки церкви — не позднее 1623 года. Впоследствии церковь была перестроена, при этом она получила купольное покрытие свода вместо кокошников и большую пятигранную апсиду. В 1927—1928 годах купол церкви был разобран, и в храме устроен киноклуб с буфетом, игрались спектакли. Предполагаемый исходный облик был возвращён в ходе реставрации 1950-х годов.

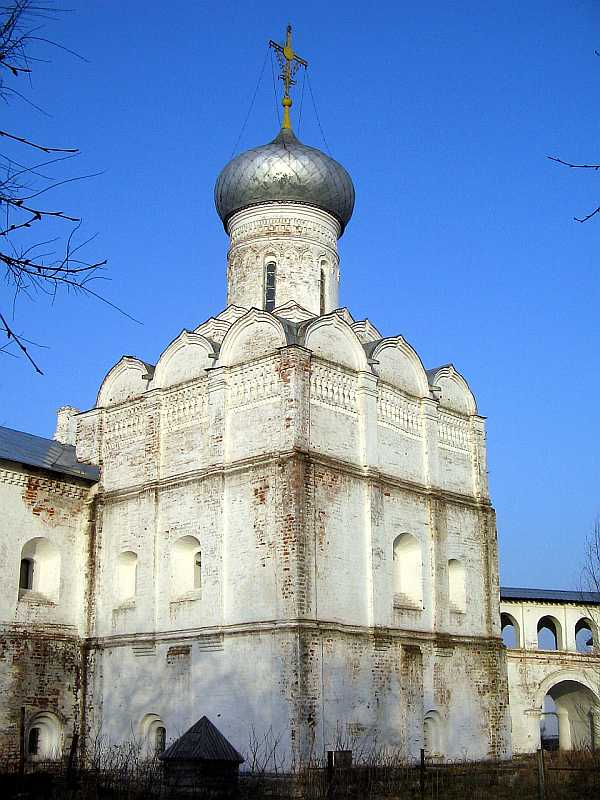
Церковь Введения (не позднее 1623 г.), вид с юго-востока
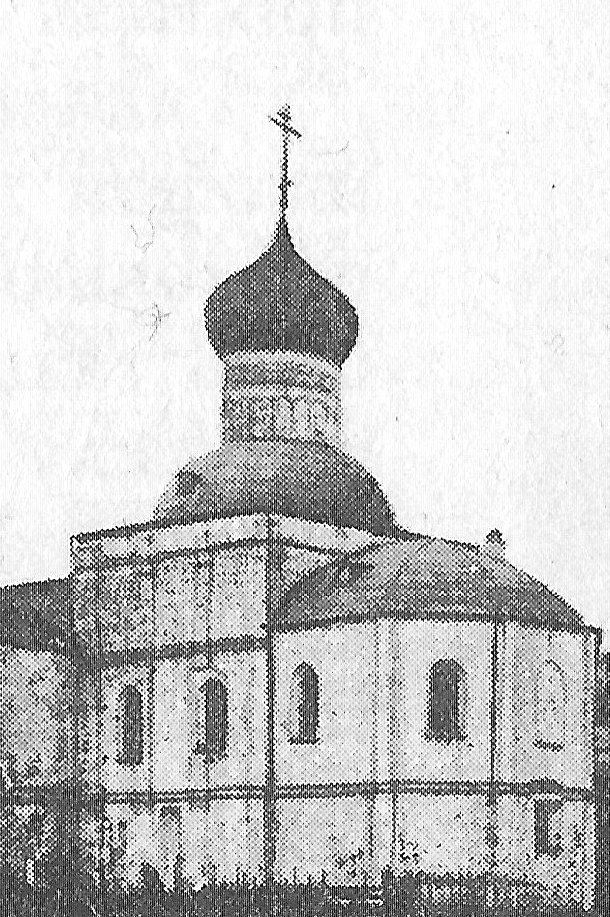
Церковь Введения, вид с юго-востока, фото И. Ф. Барщевского (не позднее 1913 года), видна разобранная сейчас апсида
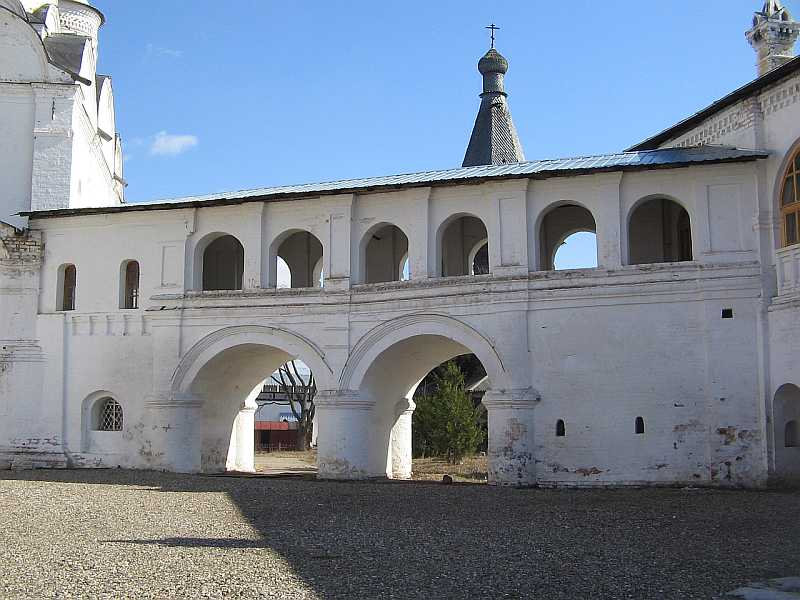
Крытая галерея-переход соединяет Спасский собор с трапезной Введенской церкви
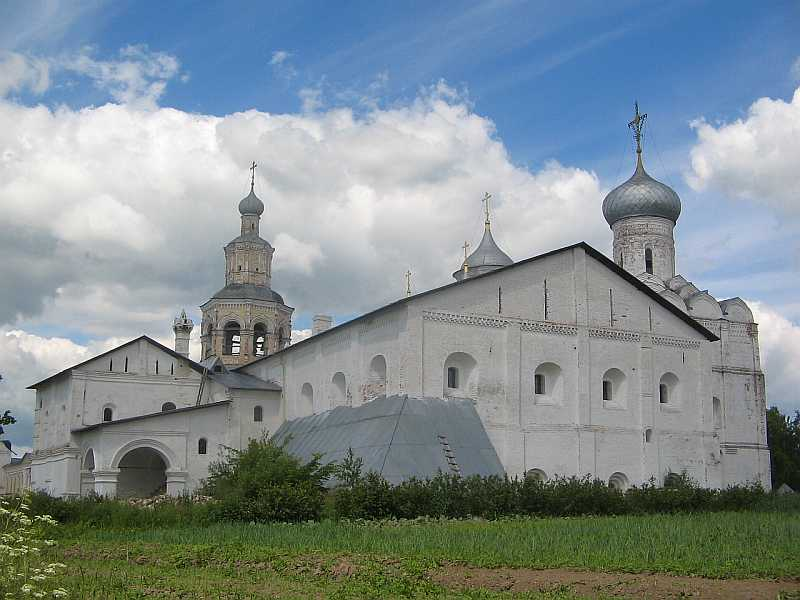
Трапезная Введенской церкви и древненастоятельские кельи (слева)

С запада к церкви примыкает внушительных размеров трапезная палата (одностолпный зал имеет площадь примерно 15×15 м) — типичная постройка для русских монастырей XVI—XVII веков. Её подклетный этаж был занят погребами, хлебней и другими хозяйственными помещениями. В верхнем этаже расположена обширная одностолпная сводчатая палата для общих монастырских трапез. В трапезной были устроены придел во имя великомученицы Варвары, в иконостасе которого находились иконы, пожертвованные Троице-Герасимовской церковью. Фасады трапезной лаконичны, единственным украшением являются крупные арочные ниши с откосами, в которых помещены оконные проёмы, и простые лопатки между ними и на углах объёма, завершённого зубчатым карнизом.

### Екатерининская церковь
Церковь во имя святой великомученицы Екатерины и святого равноапостольного великого князя Владимира построена в 1830 году вологодским губернским предводителем дворянства В. А. Волоцким как семейная усыпальница. Представляет собой небольшое здание в стиле ампир в виде ротонды с четырьмя неравными (боковые больше переднего и заднего) портиками.
Вблизи церкви находятся остатки монастырского некрополя, сильно повреждённого в советское время. В целости сохранилась лишь могила поэта К. Н. Батюшкова, скончавшегося в Вологде 7 июля 1855 года. На кладбище монастыря были также захоронены митрополит Сарский и Подонский Иона, архиепископ Вологодский и Белозерский Симон, статский советник, вологодский вице-губернатор А. С. Нарышкин, другие духовные и светские лица, представители известных вологодских фамилий. Адмирал, главный командир Архангельского порта И. Я. Барш погребён в нижнем этаже собора.

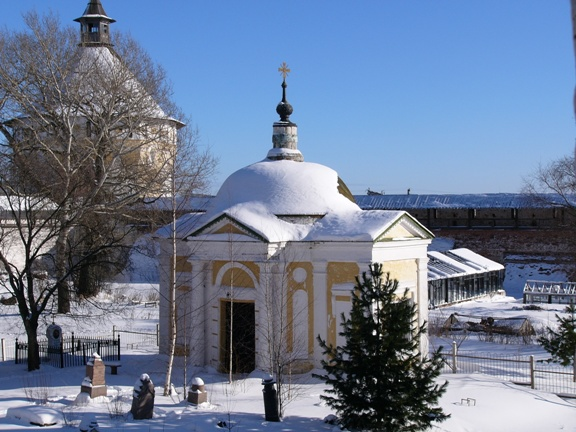
Екатерининская церковь (1830 г.)
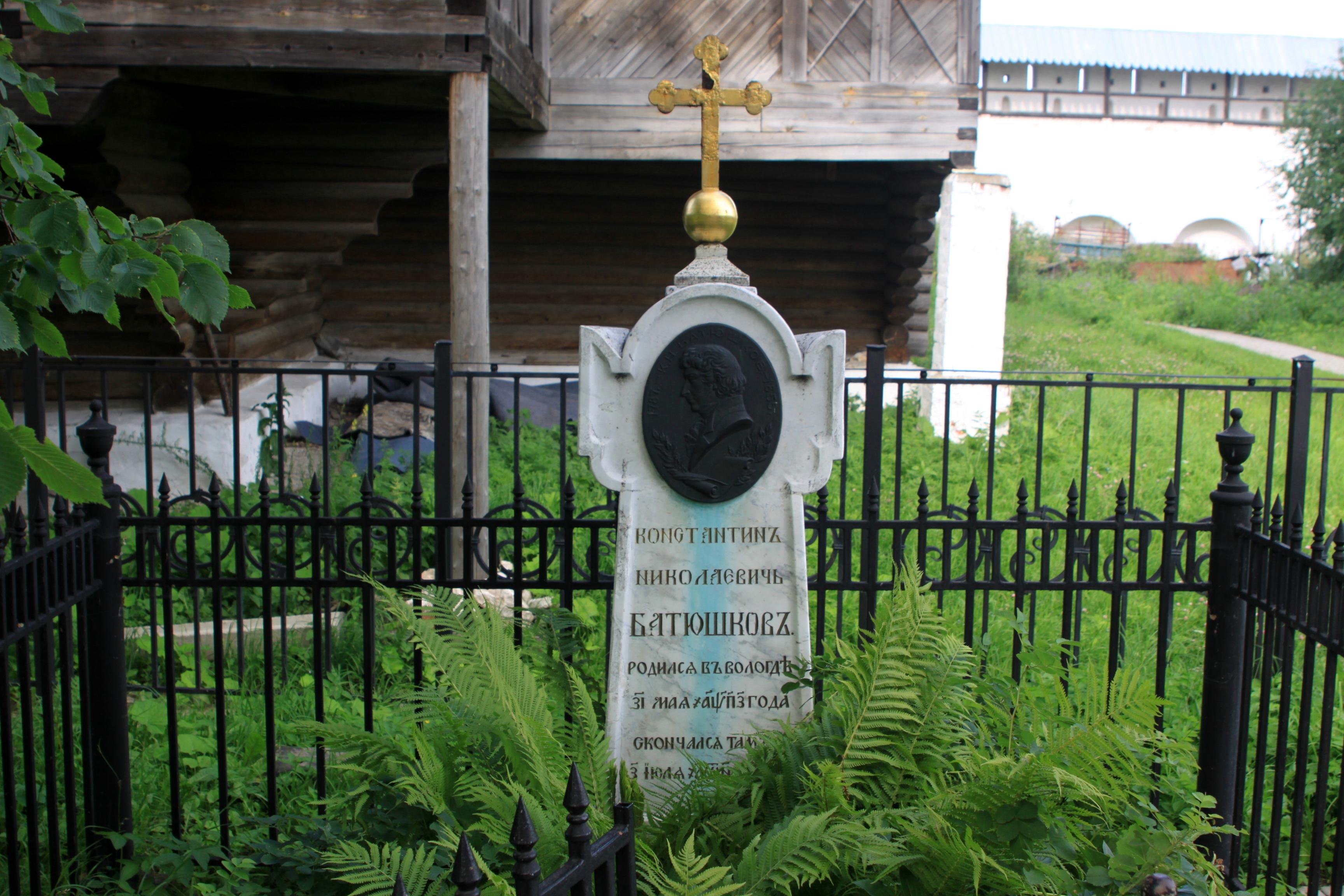
Могила К. Н. Батюшкова (1787—1855 гг.)
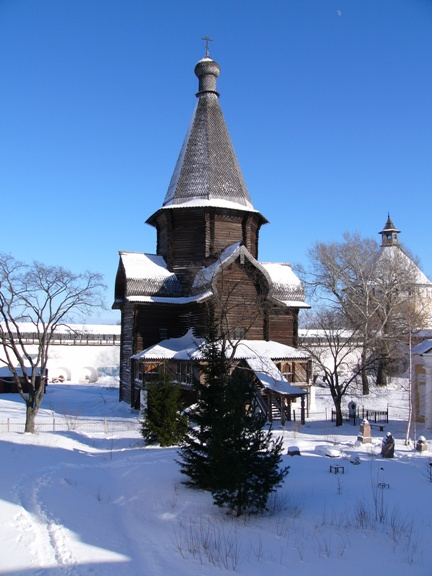
Успенская церковь бывш. Александро-Куштского монастыря (1-я четверть XVI в.)
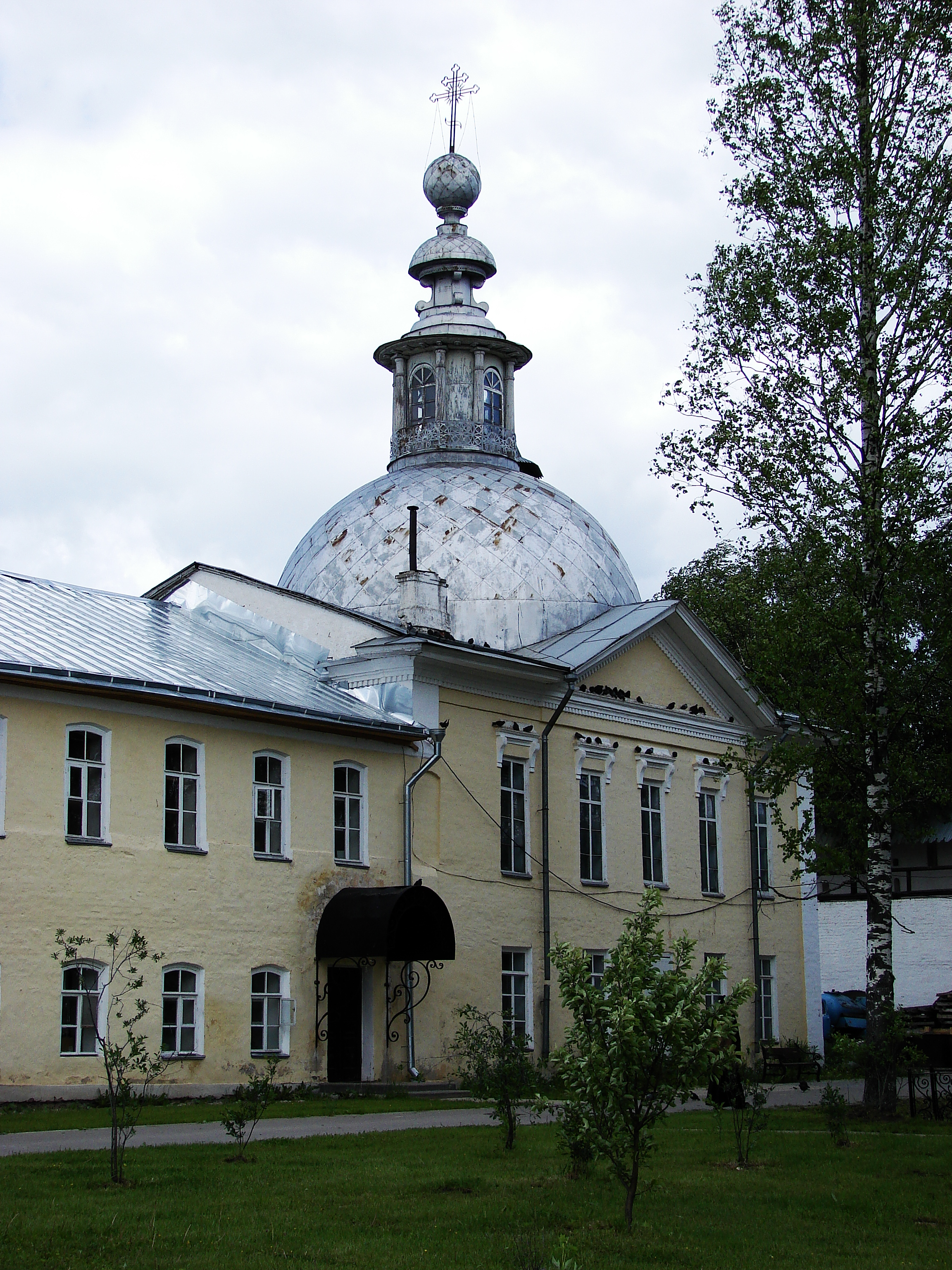
Церковь Всех Святых (1-я четверть XVIII в.), завершающая корпус братских келий

### Успенская церковь
Деревянная шатровая Успенская церковь перевезена в Спасо-Прилуцкий монастырь в 1962 году из закрытого Александро-Куштского монастыря, отреставрирована и освобождена от поздней тесовой обшивки. Считается древнейшей сохранившейся деревянной шатровой церковью.
Александро-Куштский монастырь был основан около 1420 года монахом Спасо-Каменного монастыря Александром на берегу реки Кушты недалеко от Кубенского озера. Успенская церковь была древнейшим соборным храмом монастыря. Она была построена вскоре после пожара 1519 года, уничтожившего прежние строения монастыря.
В основе здания — высокий крещатый сруб, над центром которого поставлен мощный восьмерик с повалом (расширением кверху), увенчанный шатром и небольшой главкой. Высокие боковые ветви креста завершены бочковыми кровлями, они эффектно поддерживают общую стремящуюся вверх архитектонику храма.

### Церковь Всех Святых
Церковь Всех Святых построена в 1721 году как больничная церковь при больнице, находившейся в здании братских келий. Изначально была освящена как церковь Трёх Святителей (вместо разобранной соборной церкви-колокольни). В 1846 году была перестроена и переосвящена в церковь Всех Святых.

### Монастырские кладовые
Здание монастырских кладовых примыкает вплотную к северо-западной стене монастыря, к северо-востоку от надвратной церкви Вознесения (справа, если смотреть изнутри монастыря). Дата постройки — не позднее 1675 года. Здание представляет собой как бы двухъярусную галерею. Внутренний фасад выходит на Казённый двор — узкий внутренний дворик между северо-западной стеной монастыря и длинным зданием летних настоятельских келий. Нижний ярус образуют две пологие арки и находящийся посредине высокий дверной проём с лестницей наверх, обрамлённый нарядным наличником с пилястрами и килевидным архивольтом. Второй ярус образован маленькими оконцами, разделёнными пилястрами, тянущимися до карниза. Посредине между пилястрами над входной аркой — окошечко с наличником. На наружной стороне стены ограды нижним аркам корпуса соответствуют трёхлопастные ниши с окнами, украшенными наличниками.

### Кельи
Первые хозяйственные постройки монастыря были деревянными, и в основном, погибли во времена Смуты. Восстановление каменных келий и других вспомогательных построек началась с 1645 года.
- Древненастоятельские кельи примыкают к трапезной Введенской церкви и фасадом обращены к Спасскому собору. Это двухэтажное каменное строение с кирпичными сводами. В подклетном этаже здания находились кладовые и погреба с кухней. Верхний этаж занимали покои архимандрита, соединяющиеся крытой галереей с трапезной церкви Введения и Спасским собором. В XVII веке кельи были существенно перестроены и расширены. При этом фасад украсили фигурные наличники оконных проёмов и ниши-ширинки на лопатках, появилось оригинальное крыльцо с западной стороны.
- Зимние настоятельские кельи. Изначально — каменные келарский корпус и сушило (в верхнем этаже), построенные у западной стены ограды к юго-западу (слева, если смотреть изнутри монастыря) от надвратной Вознесенской церкви не позднее 1675 года. В 1718 году здание было перестроено под зимние настоятельские кельи, а в 1893 году превращено в монастырскую гостиницу.
- Летние настоятельские кельи существовали уже в середине XVII века как «две казённые кельи о два житья, а перед кельями и на монастырь крыльцо каменное с лестницею». Другую часть здания (вытянутого в сторону северо-востока) составляли четыре одноэтажные братские кельи с сенями, построенные в 1645 году ярославскими каменщиками Иваном Сергеевым, по прозвищу Сено, и Титом Ивановым, по прозвищу Балаш. В XVIII веке здание было перестроено и объединено с братскими кельями в единый большой корпус, сохранив лишь отдельные прежние детали на фасаде со стороны Казённого двора. Между летними кельями и Святыми воротами в середине XVII века были сооружены ворота Казённого двора. Они также сохранили ряд фрагментов древней архитектуры.
- Братские кельи — двухэтажное строение, вытянутое параллельно северо-западной стене монастыря в продолжение летних настоятельских келий. Ранее являлось больничным корпусом. Строительство началось в XVII веке, закончилось в 1790 году. С востока к корпусу келий в 1721 году была пристроена Всехсвятская церковь.

### Часовня над колодцем
К северу от Спасского собора находится колодец, по преданию, выкопанный преподобным Димитрием. Над колодцем поставлена деревянная часовня. Из колодца берётся вода для молебнов с водоосвящением. Ранее на этом месте находилась круглая каменная часовня (время постройки неизвестно), внутри имевшая стенные росписи, небольшой иконостас, крест, поставленный Димитрием при основании монастыря, и колодец.

### Стены, башни и ворота
лѣта 7164 (1656) августа въ 1 день, сдѣланъ сей градъ около

Прилуцкаго монастыря при державѣ Государя Царя и великаго

князя Алексѣя Михаиловича всея великія и малыя и бѣлыя Россіи

самодержца и при его благовѣрной царицѣ и великой княгинѣ

Марьѣ Ильиничнѣ и при благовѣрномъ царевичѣ и великомъ князѣ

Алексѣѣ Алексѣевичѣ и при великомъ господинѣ святѣйшемъ Никонѣ

патріархѣ московскомъ и всея великія и малыя и бѣлыя Россіи и

при господинѣ преосвященномъ Маркеллѣ, архіепископѣ вологодскомъ

и великопермскомъ и святыя обители сея при архимандритѣ Іонѣ и

при келарѣ старцѣ Сильвестрѣ съ братіею, и дѣланъ сей градъ

монастырскою казною.
До середины XVII века монастырь был окружён деревянной оградой, каменными были только Святые ворота с надвратной церковью и часть примыкающей к ним северо-западной стены. В 1640—1650-е годы были возведены новые кирпичные стены, согласно царской грамоте 1644 года, монахам было дано право делать кирпич безоброчно. Строительство было завершено в 1656 году, о чём свидетельствует надпись, вырезанная в камне над Святыми воротами.
Всего имеется 5 башен:
- Белозерская (северный угол);
- Вологодская (восточный угол);
- Южная (южный угол);
- Мельничная (западный угол);
- Водяная (в середине юго-западной стены).

В плане они образуют неправильный многоугольник, напоминающий трапецию, общей протяжённостью 950 метров с башнями по углам и в середине юго-западной стены. В северо-западной стене имеется въезд в монастырь через Святые ворота с надвратной церковью Вознесения, в месте которых стена образует тупой угол, направленный кнаружи. Толщина стен превышает 2 метра, высота на юго-восточной и северо-восточной сторонах, обращенных к дороге, доходит до семи метров. Юго-западная стена, обращённая к реке Вологде, самая низкая.
Высокие и мощные башни на северном (Белозерская), восточном (Вологодская) и южном (Южная) углах ограды сильно выступают за линию стен, имеют 16 граней. Вероятно, что они задумывались как главные оборонительные сооружения. Башни имеют несколько ярусов бойниц и приспособлены к круговой обороне. В стенах между башнями также устроены бойницы: арочные нижние — для подошвенного боя, длинные тонкие — в среднем ярусе, и косые и узкие — в верхнем ярусе — для верхнего боя. Вдоль всех стен с внутренней стороны на каменных арках или на утолщении стен устроена площадка, служащая ходом по периметру ограды и позволявшая вести верхний бой. В юго-восточной и северо-восточной частях ограды были устроены так называемые «мешки» — каменные столбы с узкими помещениями внутри, которые служили для хранения пороха и других боеприпасов, и куда также заключали особо важных преступников. Со стороны реки Вологды перед юго-западной стеной устроен земляной вал.

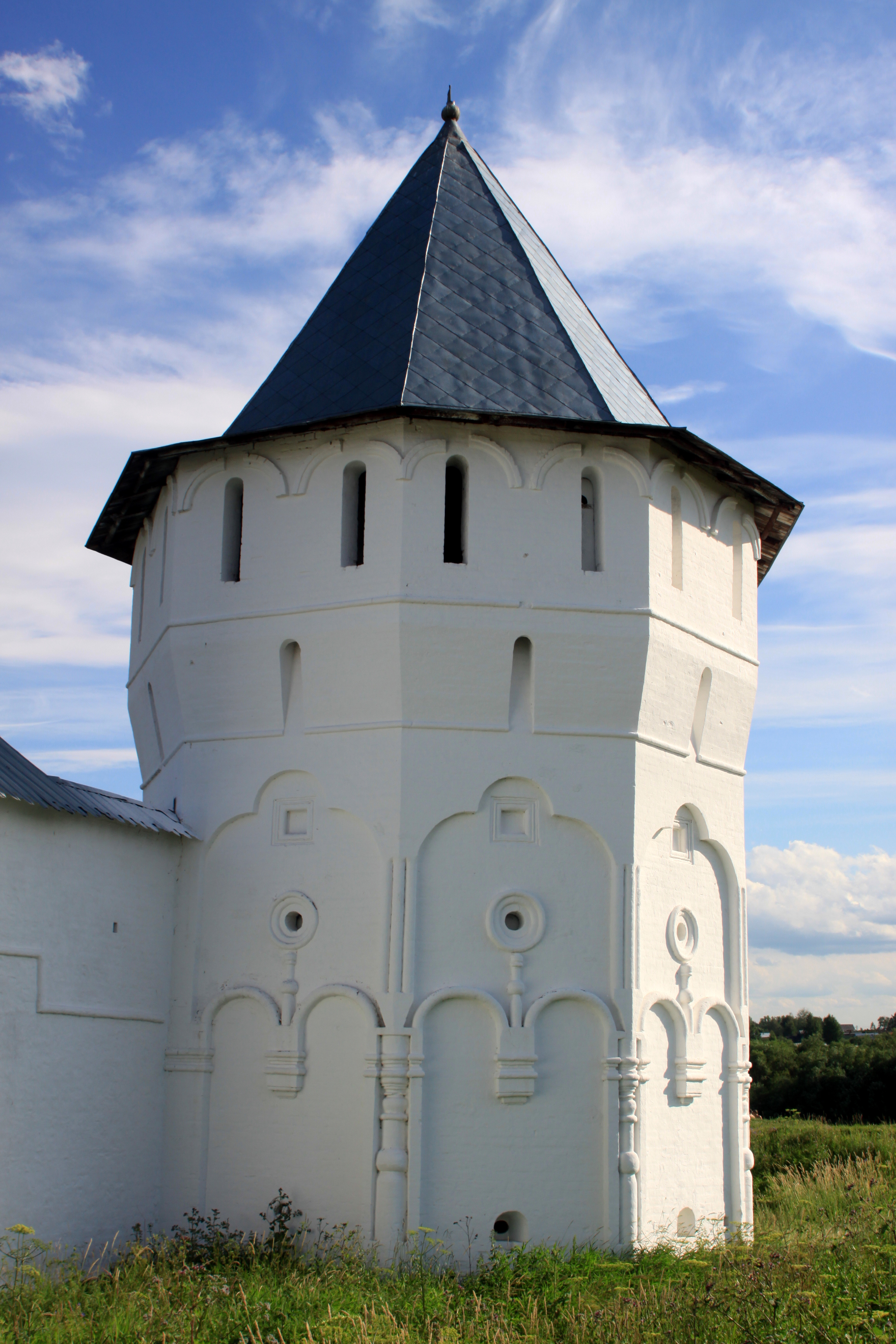
Мельничная башня
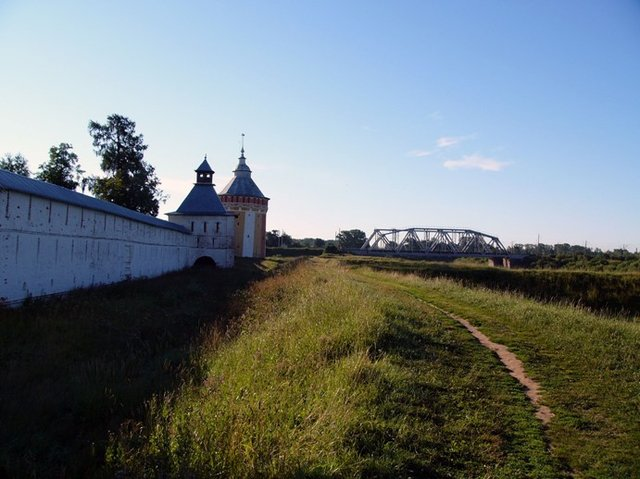
Вал между юго-западной стеной и рекой Вологдой
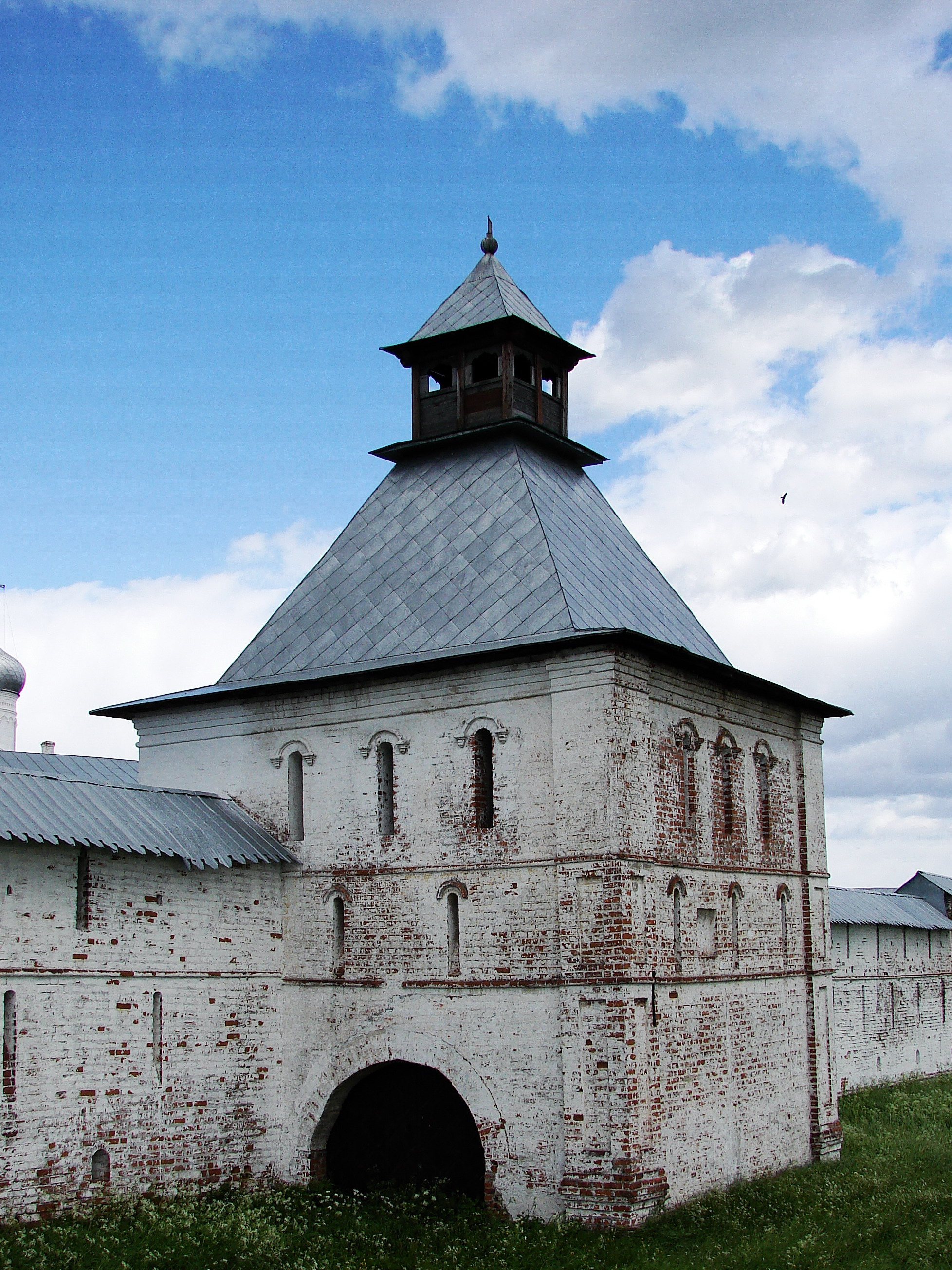
Водяная башня
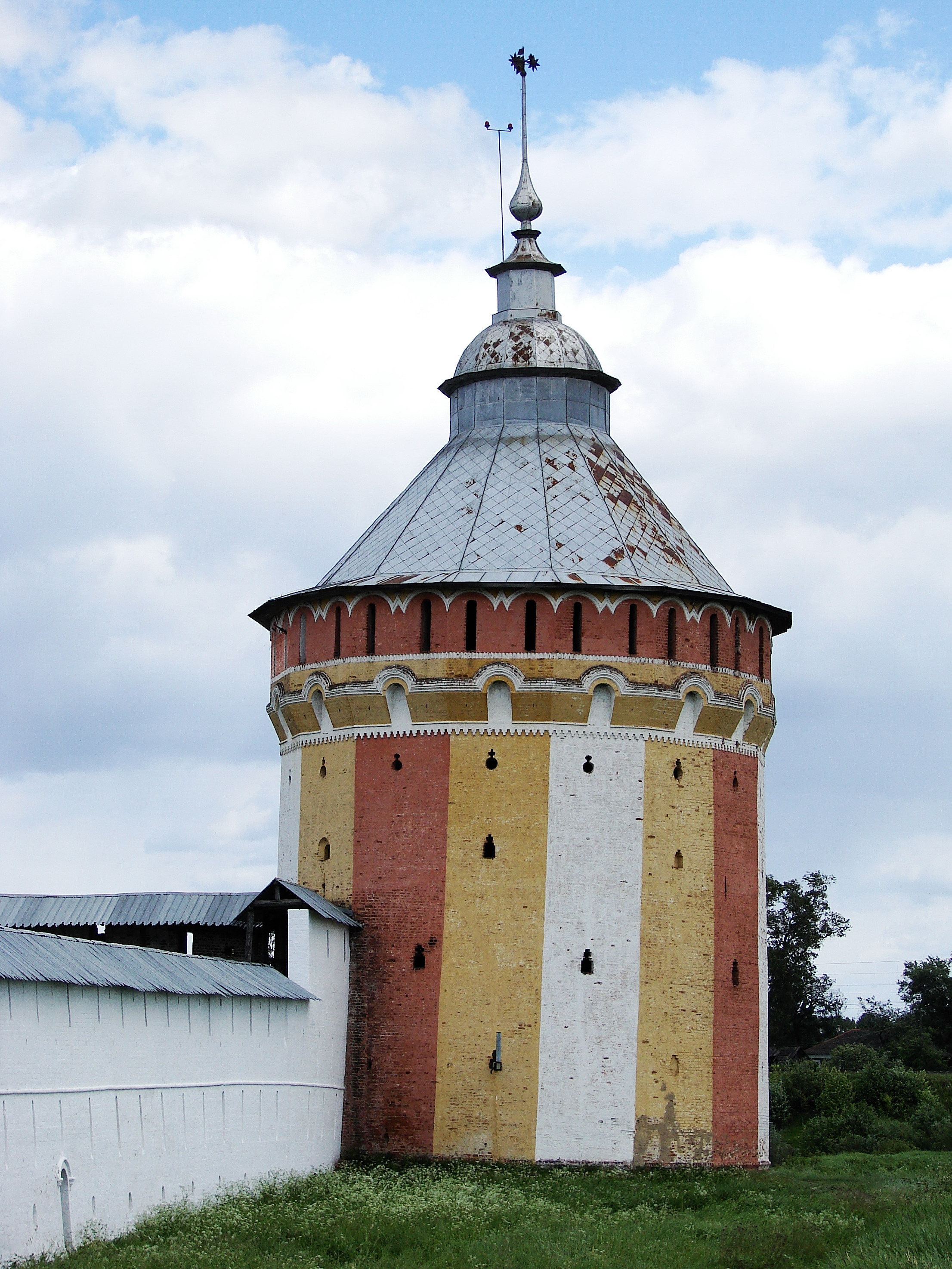
Южная башня
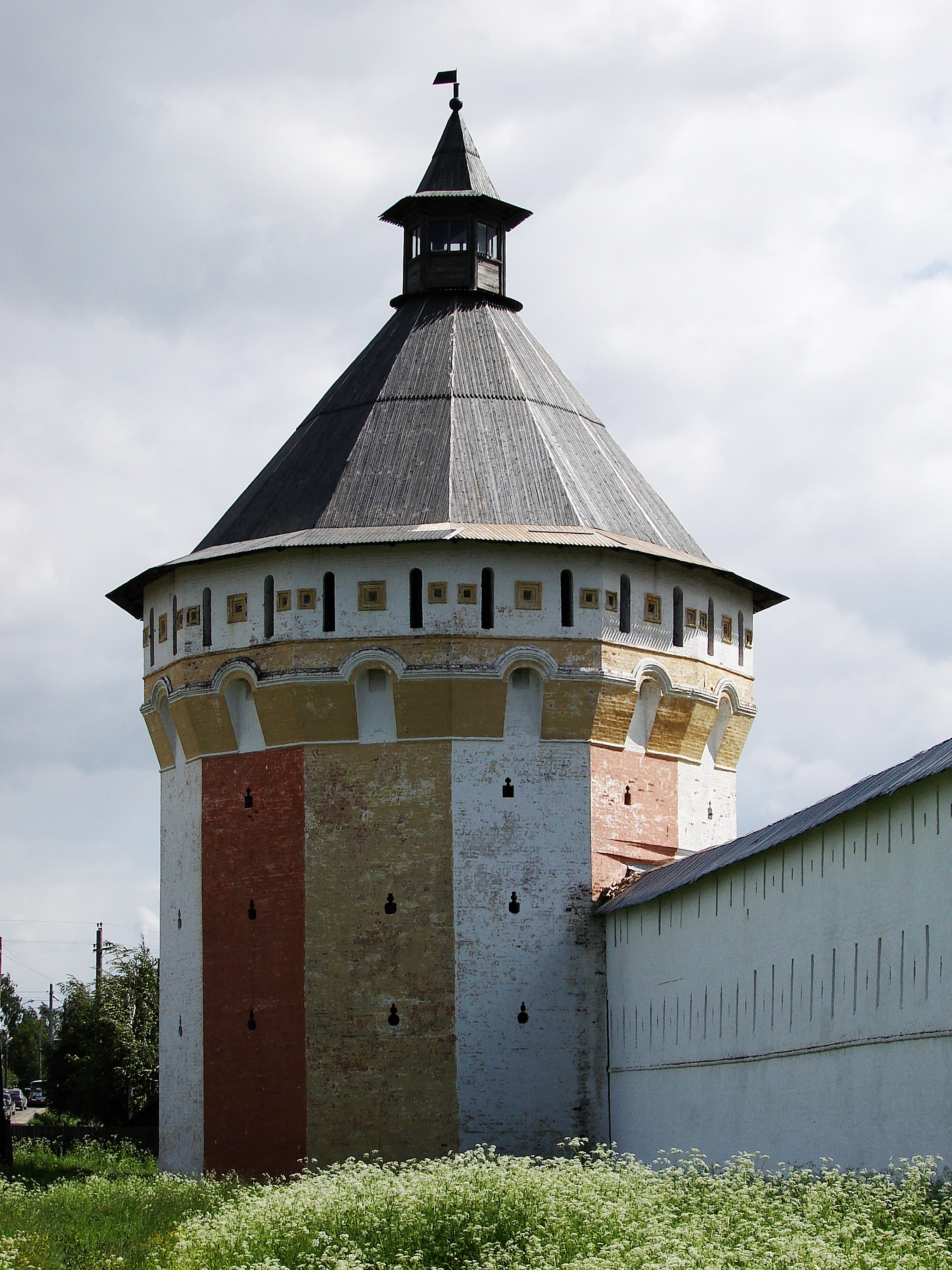
Вологодская башня
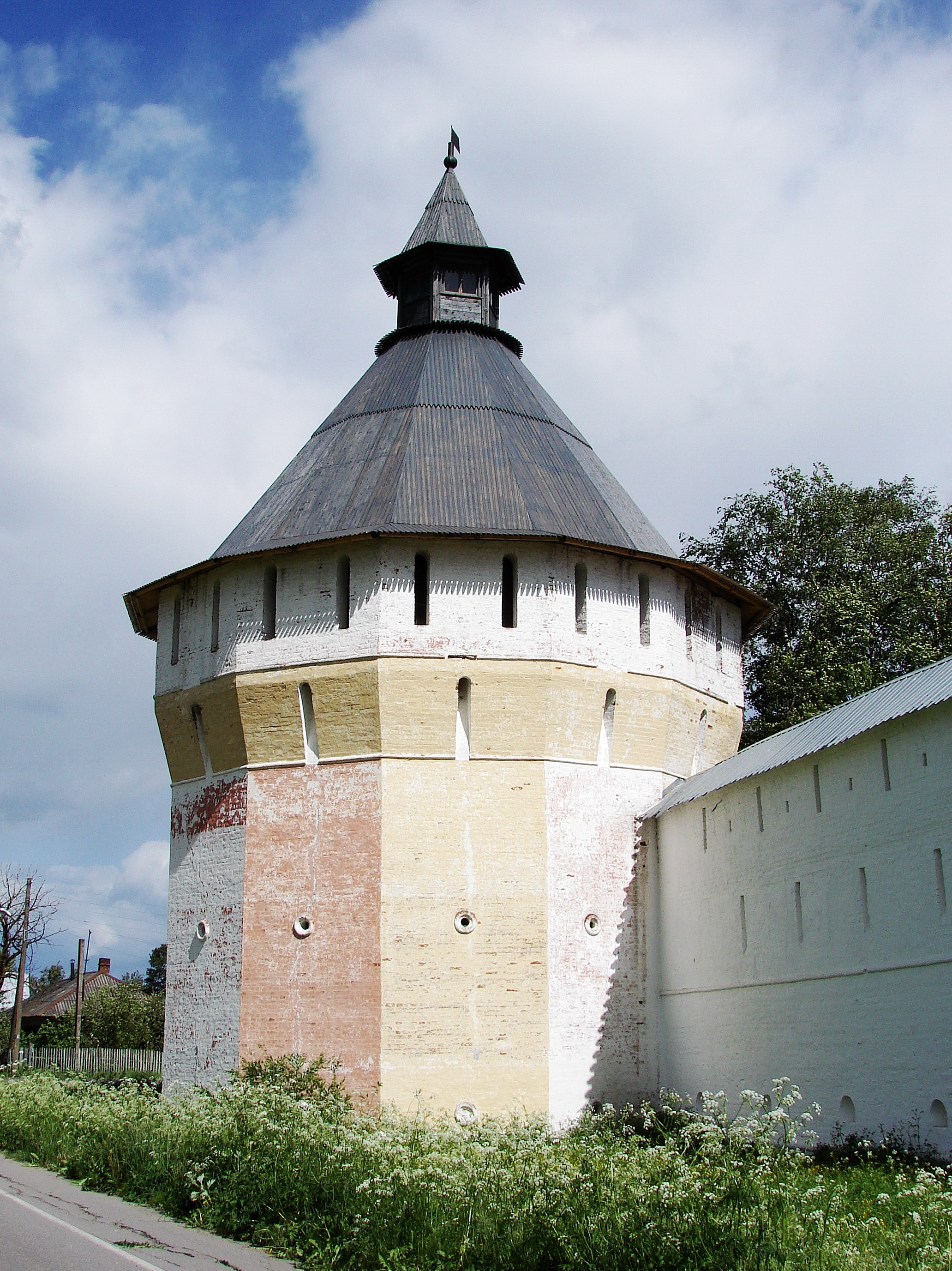
Белозерская башня

Завершение стен по древней традиции сплошное, не расчленённое на отдельные зубцы. Башни изначально венчали деревянные шатры со смотровыми вышками, которые в XVIII веке были заменены фигурными кровлями. В ходе реставрации 1955—1960-х годов Белозерская и Вологодская башня были покрыты тёсом (остальные имеют металлическую кровлю), грани Белозерской, Вологодской и Южной башен в XIX веке были выкрашены в белый, жёлтый и оранжевый цвета. Остальные башни и стены по традиции побелены. Кроме Святых и Водяных ворот, в обитель ведут Малые ворота в северо-восточной стене.
Стены и башни монастыря имеют различную архитектурную обработку. Монументальные Южная и восточная Вологодская башни выделяются не только своими большими размерами (около 20 м), но и декоративной обработкой зубцов и машикулей (у Вологодской они украшены полихромными изразцами). Мельничная башня имеет 8 граней и отличается подчёркнутой декоративностью — грани выделены сложными полуколонками, на которые опирается аркатурный пояс, с полукружьями последнего выше перекликаются трёхчастные ниши и бровки над верхними бойницами. Нижние бойницы украшены обрамлениями в виде двухуступчатых кругов. Водяная башня — небольшая четырёхгранная, ранее — проездная. Завершена деревянным шатром с металлическим покрытием и имеет небольшой караульный чердак.

## Иконы и другие святыни монастыря
В 1642 году в подклете собора был устроен престол во имя святого Димитрия, в котором пребывают главные святыни монастыря — под спудом мощи преподобного Димитрия и Игнатия Прилуцких. В подклете также находятся чтимые иконы — список чудотворного образа преподобного Димитрия с житием (с ней игуменский посох и часть вериг святого) и Пресвятой Богородицы «Страстная», написанная иконописцами монастыря Кутлумуш на Афоне в память о несохранившейся келейной иконе преподобного Димитрия. Близ гробницы преподобного Игнатия Прилуцкого пребывают вериги, по преданию носимые подвижником, а также ковчег с частицами Ризы Господней, мощей святителей Иоанна Златоуста и Василия Великого, Сорока мучеников Севастийских, преподобного Иоанна Дамаскина. Особенно почитаема в обители икона Божией Матери «Скоропослушница» — список чудотворного образа, созданного на Афоне и привезённого в обитель в 1910 году. Местно почитаемая Казанская икона Божией Матери в драгоценной ризе после закрытия монастыря находится в Вологодском музее-заповеднике.

### Икона Димитрия Прилуцкого
Из местного ряда иконостаса Спасского собора монастыря происходит почитающаяся чудотворной икона «Преподобный Димитрий Прилуцкий с житием» — шедевр русской иконописи работы Дионисия. Традиционно считается, что икона была написана в 1503 году (в это время Дионисий заканчивал роспись Рождественского собора Ферапонтова монастыря). Дата появилась на основании разновременных летописных сведений, в XIX веке собранных в «Вологодский летописец», где говорится о сретении иконы в 1503 году в Вологде. Согласно этому источнику, икона была прислана царём Иваном III в обитель в благодарность за помощь Димитрия Прилуцкого в Казанском походе.

…ходившу благочестивому государю нашему великому князю Иоанну Васильевичу всея России ратию в Казань на татары. И по днех тех прииде весть, яко в той день многое пособие было его величеству с ратными в Казани над погаными татары… По возвращении же из Казани з благополучною над татары многою победою присылает благочестивый же и великий государь царь и великий князь Иоанн Василъевичъ всеа России на Вологду во обитель Спасову по видению своему новоизображенную и украшенную златом и сребром сего преподобного Димитрия святую икону, купно с царскою своею милостивою братии милостынею. И егда принесена быстъ та святая икона на Вологду, пославшие принесли весть к епископу, тогда бывшу, Стефану Вологодскому и Великопермскому и к первым града. Епископ же абие иде с кресты на место то, идеже та новоизображенная икона принесшими поставлена и тамо сретеши ю со всем освященным собором, с начальники же и со множеством народа, молебная тамо совершившие. И повале епископ святую ту икону с прочими святыми иконами и честными кресты нести в ту Всемилостивого Спаса обитель… 

…а на месте, идеже ю сретоша, тако и церковь во имя преподобного воздвигнугиа, иже зовется в Кобылине улице. Благоверный же Иоанн Васильевич всеа России повеле оттоле всему освященному собору на сретение тоя святыя иконы повсегодно со всенощным и крестным из града во оную обитель хождением, в он же день принесеся, праздновать месяца июния в третий день…
— Сказание о сретении чудотворной иконы преподобного Димитрия Прилуцкого из Казанского похода 1503 года.
По другой версии, в поход Ивана Грозного на Казань 1552 года бралась житийная икона Дмитрия Прилуцкого из Спасского собора Прилуцкого монастыря, сретение которой в Вологде состоялось 3 июня 1580 года.
Как свидетельствует Сказание, на месте сретения иконы был построен деревянный клетский храм, посвящённый преподобному Димитрию (до XVII века — церковь Димитрия Прилуцкого в Кобылине улице). Около 1690 года на месте деревянного здания церкви построена каменная, существующая сейчас. Высказывалось также предположение, что именно к этому храму (а не к церкви Димитрия Прилуцкого на Наволоке) относится упоминание о постройке ярославскими мастерами храма Димитрия Прилуцкого в Вологде в 1653 году. Церковь была освящена в честь святых равноапостольных царей Константина и Елены (до настоящего времени — церковь Константина и Елены), а придел нижнего храма — в честь Димитрия Прилуцкого.

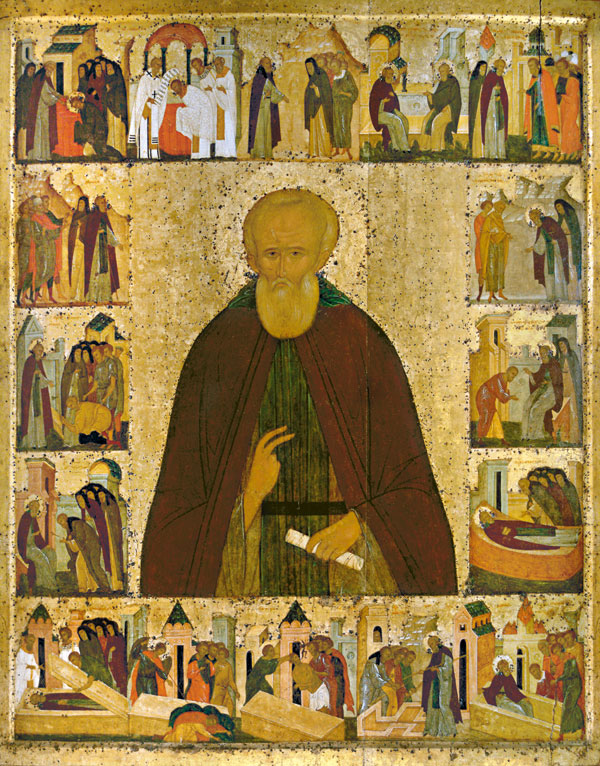
Преподобный Димитрий Прилуцкий с житием, икона из Спасского собора Спасо-Прилуцкого монастыря. Дионисий. Около 1503 года. Вологда. ВГИАХМЗ
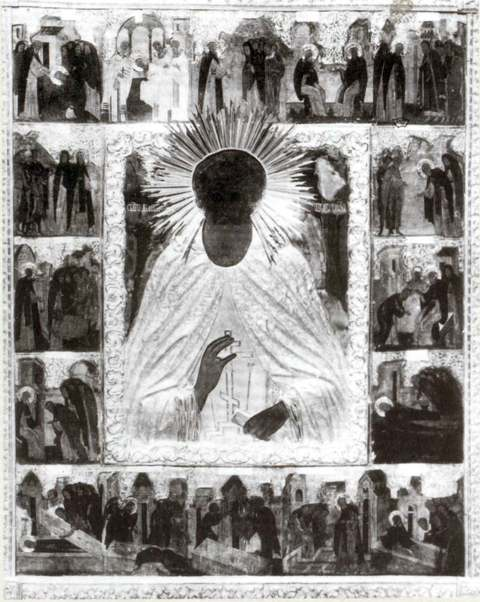
Икона Димитрия Прилуцкого с житием в ризе, фото ок. 1902 г.
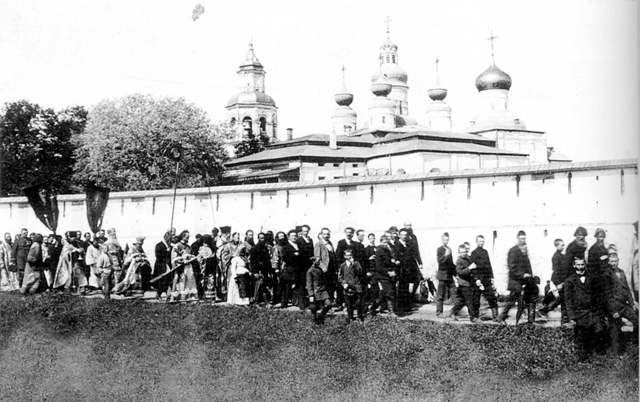
Крестный ход в Спасо-Прилуцком монастыре 3 (16) июня 1902 г.
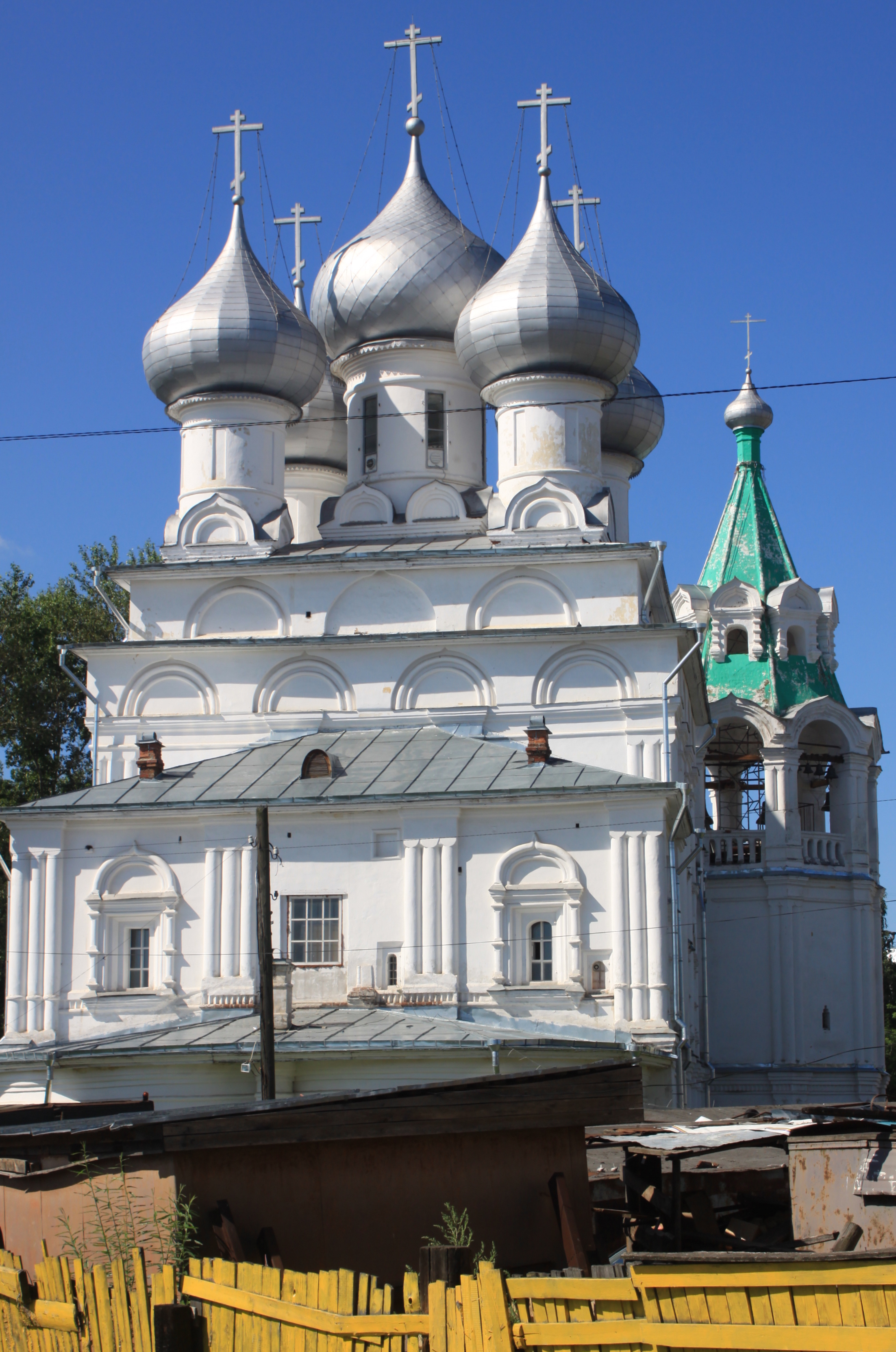
Церковь Константина и Елены (в XVI—XVII вв. — Сретения иконы Димитрия Прилуцкого), существующее здание — ок. 1690 г.

Высказывается мнение о более раннем времени создании образа, возможно, заказанного для третьего по счёту соборного храма монастыря, возведённого в 1487 году.
В 1924 году икона поступила в собрание Вологодского государственного музея-заповедника. Реставрирована в 1927 году А. И. Брягиным. В настоящее время икона находится в экспозиции музея (инв. 1593, размер 139,5×111 см). В Спасском соборе находится список с иконы.
В память сретения иконы Димитрия Прилуцкого каждый год 3 июня служилась литургия в кафедральном Софийском соборе и церкви Константина и Елены, а затем совершался крестный ход из города в Спасо-Прилуцкий монастырь. Священником Константино-Еленинской церкви в 1898—1911 годы служил вологодский писатель и краевед о. Сергий (Непеин):

К Цареконстантиновскому храму приходят с хоругвями и св. иконами от ближайших храмов, и общий крестный ход направляется в собор, соединяясь в пути с другими крестными ходами. Отсюда, уже с участием Преосвященного Владыки, крестный ход направляется к водопроводу, на Архангельскую улицу и за город к Прилуцкому монастырю. Стройное шествие при участии городского общества хоругвеносцев в красивых костюмах, со множеством хоругвей, сопровождаемое толпами народа, очень красиво со стороны.
— Свящ. С. Непеин. Вологда прежде и теперь. 1906 г.
В 1990-е годы традиция крестных ходов возрождена.

### Киликийский крест
Так называемый Киликийский крест, хранящийся в настоящее время в Вологодском музее-заповеднике, по преданию, был принесён Димитрием Прилуцким из Переславля в Спасо-Прилуцкий монастырь. Происхождение названия до конца не ясно (см. Киликия). Представляет собой деревянный крест с резными накладками из кости. Очевидно, что стиль, в котором выполнен крест, относится к XVI веку, и реликвия, возможно, является копией легендарного креста XIV века.
Высказываются мнения, что часть резных фигур выполнена под влиянием школы Дионисия — это клейма «Распятие, с предстоящими», «Предста Царица», «Спас Нерукотворный», «Смоленский князь Фёдор с сыновьями Давидом и Константином», «Борис и Глеб», «Ефрем Новгородский и Савва Вишерский», «Царь Константин и царица Елена» и «Апостол Павел» (поясной). В то же время другие фигуры — «Спас на Престоле», «Рождество Христово», «Преображение», «Вход в Иерусалим», «Вознесение», «Сошествие святого Духа», «Обретение главы Иоанна Предтечи» и некоторые святые — исполнены под воздействием геометрического стиля Ближнего Востока, берущего начало в Сирии, и возможно, повлиявшего на вологодского мастера через знакомство с памятниками Грузии или Армении.

### Библиотека
Монастырь прежде обладал богатейшей библиотекой. Большинство древних рукописных книг (например, житие преподобного Игнатия XVI века) было изъято в столичные собрания к концу XIX века. «Бесцеремонное отбирание» книг прекратилось только после соответствующего указа Синода от 1890 года, на момент которого в монастыре ещё сохранялись несколько книг XV—XVI веков.

## Настоятели
Первым игуменом монастыря был преподобный Димитрий, перед смертью он благословил на игуменство своего ученика Пахомия. С середины XVII века настоятелями монастыря были архимандриты, с начала XIX века — архимандриты и ректоры Вологодской семинарии, в последнюю четверть XIX века — епископы Тотемские, викарии Вологодской епархии.
После возрождения обители настоятели сменялись, с 1991 года наместником был игумен Ефрем (Виноградов-Лакербая), затем — Галактион. Затем с 1996 по 2014 год наместником монастыря был игумен Дионисий (Воздвиженский). С 1991 по 1999 год в монастыре жил «старец» игумен Гурий (Чезлов) (1934—2001), предсказывавший скорый конец света, проповедовавший против использования компьютеров, ИНН, новых российских паспортов и пластиковых карт, а также требовавший особым способом совершать крестное знамение. С 2014 по 2020 год настоятелем являлся игумен обители митрополит Игнатий (Депутатов). Наместник — игумен Игнатий (Молчанов). По состоянию на 2019 год и. о. наместника — иеромонах Александр (Чеборов). С 2022 года обязанности наместника исполнял иеромонах Ферапонт (Широков), утверждён Священным синодом РПЦ в должности наместника 30 мая 2024 года.
Братия — около 15 человек, в монастыре есть трудники и несколько вольнонаёмных работников.

## Узники монастыря
Государственная и церковная власти с давних пор использовали ссылку в монастыри провинившихся, как из духовной, так и из светской среды для исправления и раскаяния. Как правило, сроки ссылки духовных лиц за «упущения по службе», непристойное поведение, пьянство и хозяйственные проступки были небольшие. Архимандрит монастыря был обязан дважды в месяц отправлять в консисторию рапорты о поведении ссыльных.
В 1624 г. «на покой» в Спасо-Прилуцкий монастырь был отправлен митрополит Иона, попавший в немилость патриарху Филарету за неприятие исправления богослужебных книг и за препятствие крестить переходящих в православие католиков-поляков. Митрополит умер и погребён в монастыре в 1627 г.
В 1665—1666 гг. по распоряжению Вологодского архиепископа Симона в Спасо-Прилуцком монастыре «под началом» находился противник исправления церковных книг инок Григорий (Неронов).
Вплоть до середины XIX века в монастырь по решениям Синода или губернского уголовного суда отправляли гражданских и военных лиц из числа раскольников, молокан и других отступников от православия. Каждому «для беседы об истинах веры» назначался духовник, который должен был способствовать их раскаянию.
В 1831 г. по указу Синода был удалён от управления Иркутской епархией архиепископ Ириней, сторонник церковной независимости, известный своими столкновениями с иркутским городничим А. Н. Муравьевым — сосланным в Сибирь по делу декабристов. Ириней отказывался подчиниться указу, но после подтверждения, которое доставил в Иркутск флигель-адъютант Гогель, он в сопровождении жандармского подполковника Брянчанинова был доставлен в Спасо-Прилуцкий монастырь. 27 июля 1831 г. из Синода был отправлен указ Вологодскому епископу Стефану поручить настоятелю монастыря «иметь за ним бдительный надзор, каковый иметь и вашему преосвященству, и чтобы об образе жизни его и поступках доносили св. синоду по третям года». 17 апреля 1848 г. Иреней был переведён настоятелем в Ярославский Толгский монастырь.
Строгий режим Спасо-Прилуцкого монастыря, обладавшего мощными и хорошо охраняемыми стенами, отвечал требованиям для изоляции важных ссыльных, в том числе, находившихся вне церковного права. Уже в конце XV века Иван III заключил в Спасо-Прилуцкий монастырь малолетних сыновей опального удельного князя углицкого Андрея — Ивана и Димитрия. Старший брат — Иван скончался в монастыре в 1522 г., проведя в оковах почти 30 лет. Перед кончиной он был пострижен в монахи под именем Игнатий. С младшего брата оковы сняли только в 1540 г., незадолго до его смерти. Димитрий похоронен «при ногах брата» в нижнем этаже Спасского собора, в церкви Димитрия и Игнатия Прилуцких.
В 1799 г. был отправлен в Спасо-Прилуцкий монастырь в качестве вечного узника капитан В. С. Кряжев, адъютант и управляющий канцелярией смоленского военного губернатора, один из активных участников тайного кружка, в который входили предшественники декабристов смоленские чиновники и офицеры, недовольные правлением Павла I. 15 марта 1801 г., через четыре дня после состоявшегося дворцового переворота, новый император Александр I подписал указ Сенату «О прощении людей, содержащихся по делам, производившимся в Тайной Экспедиции, с присовокуплением 4-х списков оных». Был освобождён из заключения и Кряжев.